# Große Bananenspinne
Die Große Bananenspinne (Phoneutria boliviensis) ist eine Spinne aus der Familie der Kammspinnen (Ctenidae). Die Art ist im Norden Südamerikas verbreitet und bewohnt dort tropische Regenwälder. In der Vergangenheit soll es wie bei einigen anderen als „Bananenspinnen“ bekannten Spinnenarten einschließlich weiterer Arten der gleichnamigen Gattung zu Einschleppungen der Großen Bananenspinne in andere Teile der Welt durch den internationalen Güterverkehr gekommen sein, darunter auch nach Europa, wo die Art jedoch keine festen Populationen aufbauen konnte.
Wie bei allen zur Gattung der Bananenspinnen (Phoneutria) zählenden Arten handelt es sich bei der Großen Bananenspinne um einen vergleichsweise großen Vertreter der Echten Webspinnen (Araneomorphae), obgleich alle anderen Arten der Gattung entgegen dem Trivialnamen der Großen Bananenspinne größer werden können. Mit anderen Kammspinnen teilt die Art ihre nachtaktive und nomadische Biologie sowie ihre Jagdweise als freilaufender Lauerjäger ohne die Verwendung eines Spinnennetzes. In das Beutespektrum der Spinne fallen neben anderen Gliederfüßern auch kleinere Wirbeltiere. Der Paarung geht ein Balzverhalten voraus. Das Weibchen bewacht seinen Eikokon sowie anfangs die geschlüpften Jungtiere, ehe diese sich von dem Muttertier trennen und selbstständig über mehrere Fresshäute (Häutungsstadien) heranwachsen.
Die Große Bananenspinne ist dem Menschen wie andere Bananenspinnen für unangenehme Bisse bekannt, zumal die hohe Aggressivität der Spinne und die Wahrscheinlichkeit eines Kontakts Bissunfälle begünstigt. Im Gegensatz zur gattungsverwandten Brasilianischen Wanderspinne (P. nigriventer) sind bei Bissunfällen der Großen Bananenspinne allerdings keine Todesfälle belegt, da ihr Gift beim Menschen anscheinend deutlich weniger toxische Wirkung zeigt. Dennoch ist im Umgang mit der Großen Bananenspinne Vorsicht angebracht, und Bisse der Art sollten von Fachpersonen untersucht und, wenn notwendig, behandelt werden.

## Merkmale

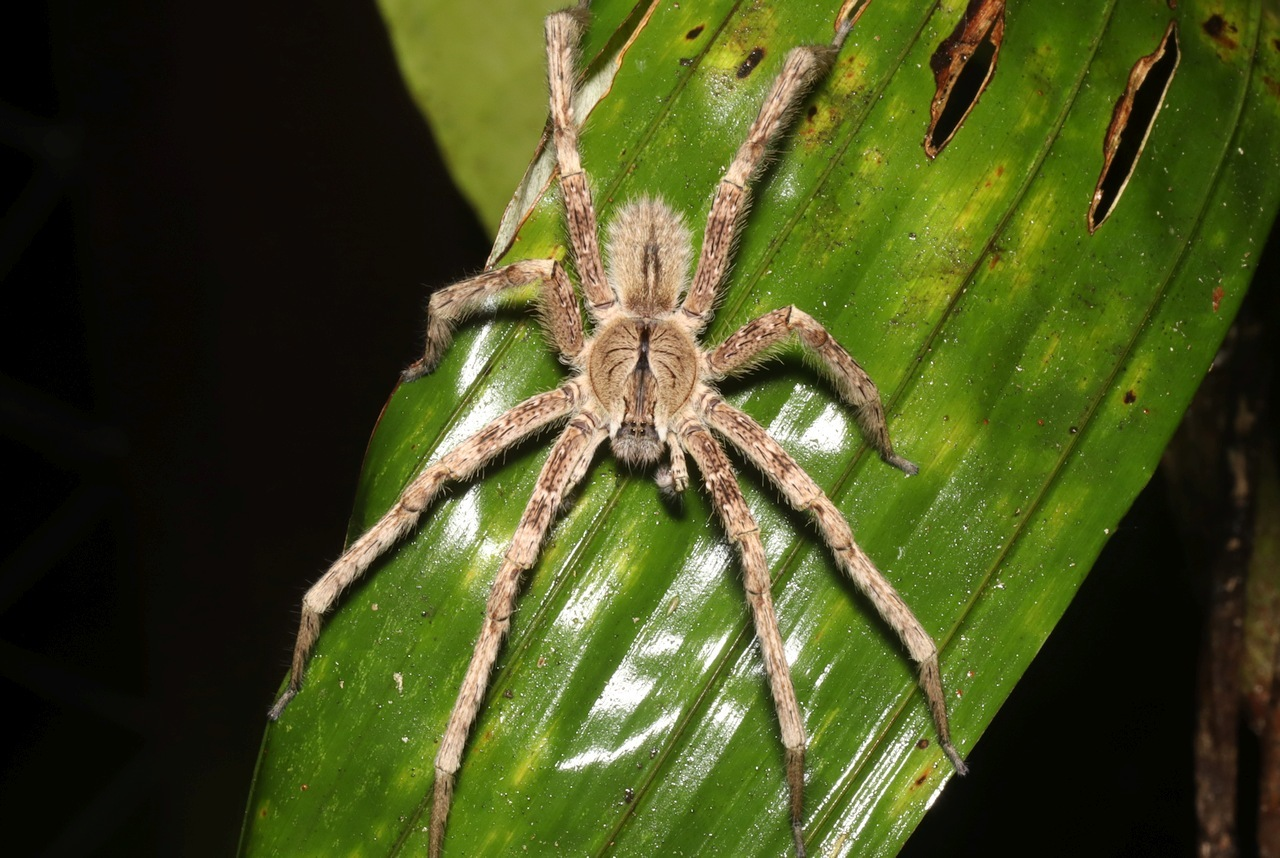
Männchen

Das Weibchen erreicht eine Körperlänge von 12,22 bis zu 15,22 Millimetern, wovon das Prosoma (Vorderkörper) 6,33 bis 6,97 Millimeter einnimmt. Das Männchen kann eine Körperlänge von 9,7 bis zu 10,6 Millimetern erreichen. Das Prosoma nimmt 4,86 bis 5,9 Millimeter der Körperlänge ein. Damit ist die Große Bananenspinne – anders, als es ihr Trivialname vermuten ließe – der kleinste Vertreter der Bananenspinnen (Phoneutria). Die Femora (Schenkel) des ersten Beinpaars sind beim Weibchen 5,2 bis zu 5,86 und beim Männchen 5,9 bis zu 6,72 Millimeter lang.
Der Körperbau mitsamt Farbgebung der Großen Bananenspinne entspricht dem anderer Bananenspinnen, sodass auch diese Art einen eher gering ausgeprägten Sexualdimorphismus (Unterschied der Geschlechter) aufweist, wobei er, verglichen mit dem anderer Bananenspinnen, wiederum höher ausfällt. Zusätzlich besitzt die Große Bananenspinne als einzige Art der Gattung zwei laterale (seitlich) auffällige weiß-gelbe Bänder im anterioren (vorderen) Bereich des Carapax (Rückenschild des Prosomas). Die Cheliceren (Kieferklauen) erscheinen wie bei einigen anderen Bananenspinnen rötlich.

Ansichten von Weibchen
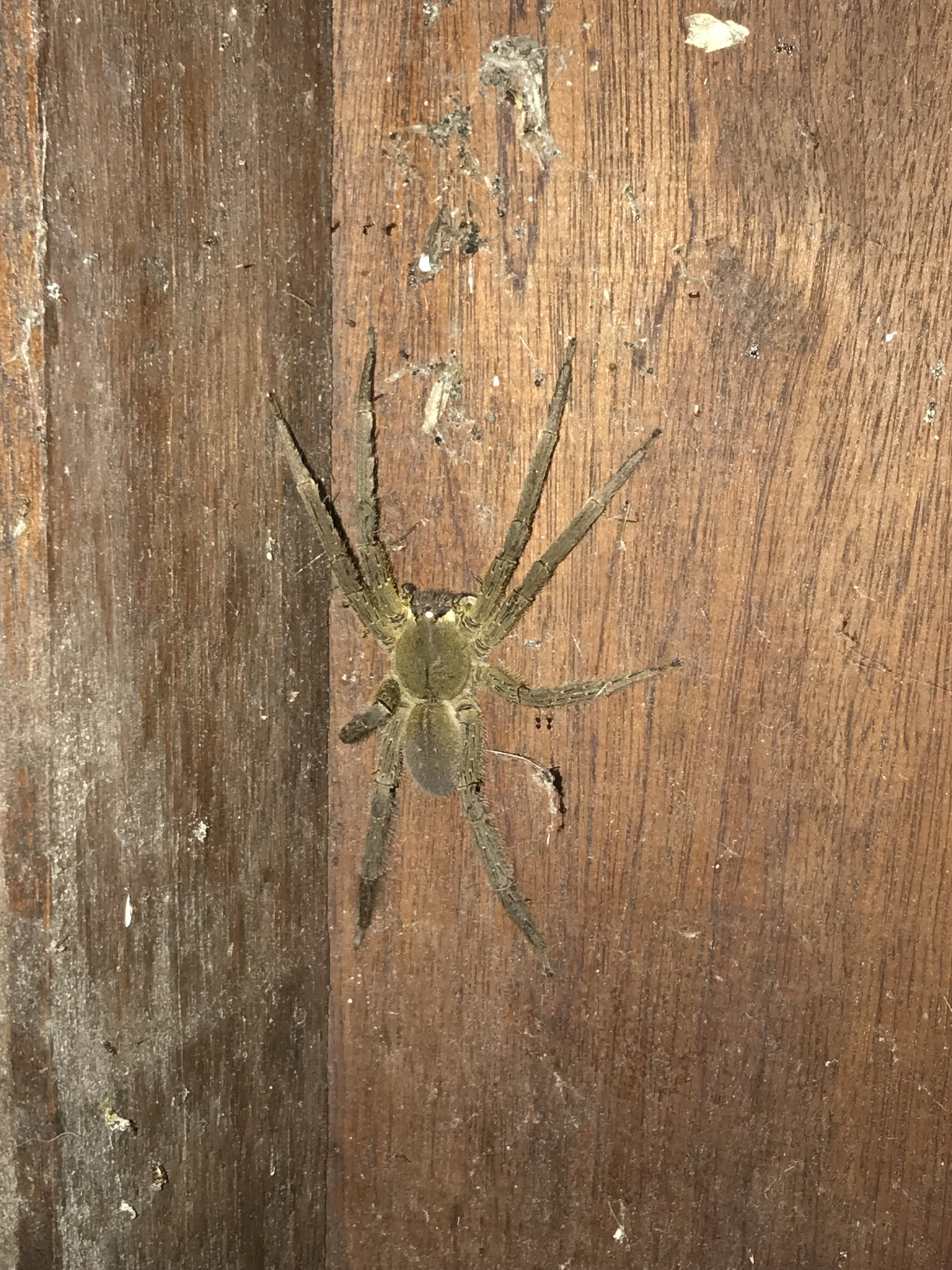
Dorsalansicht
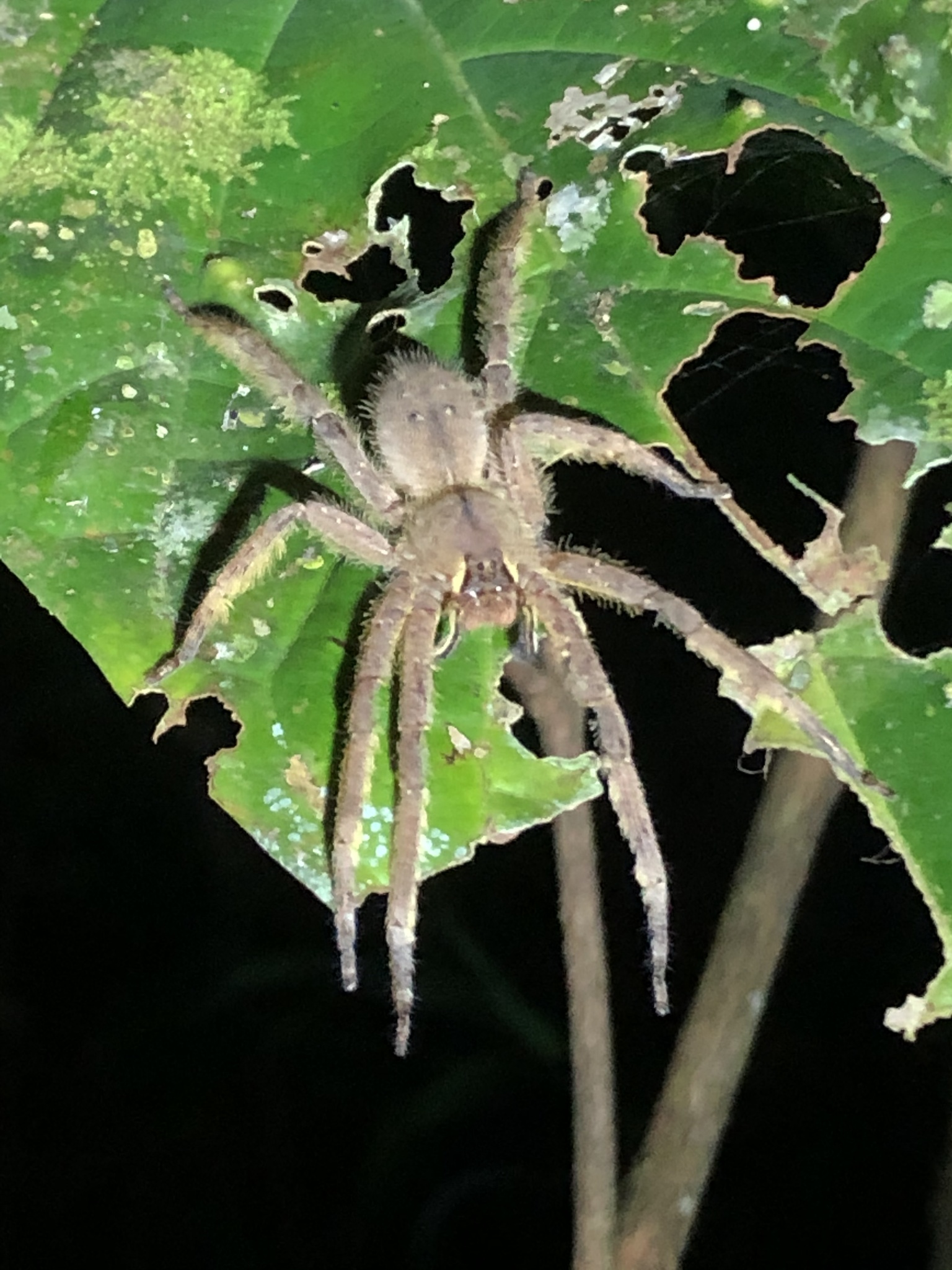
Frontalansicht
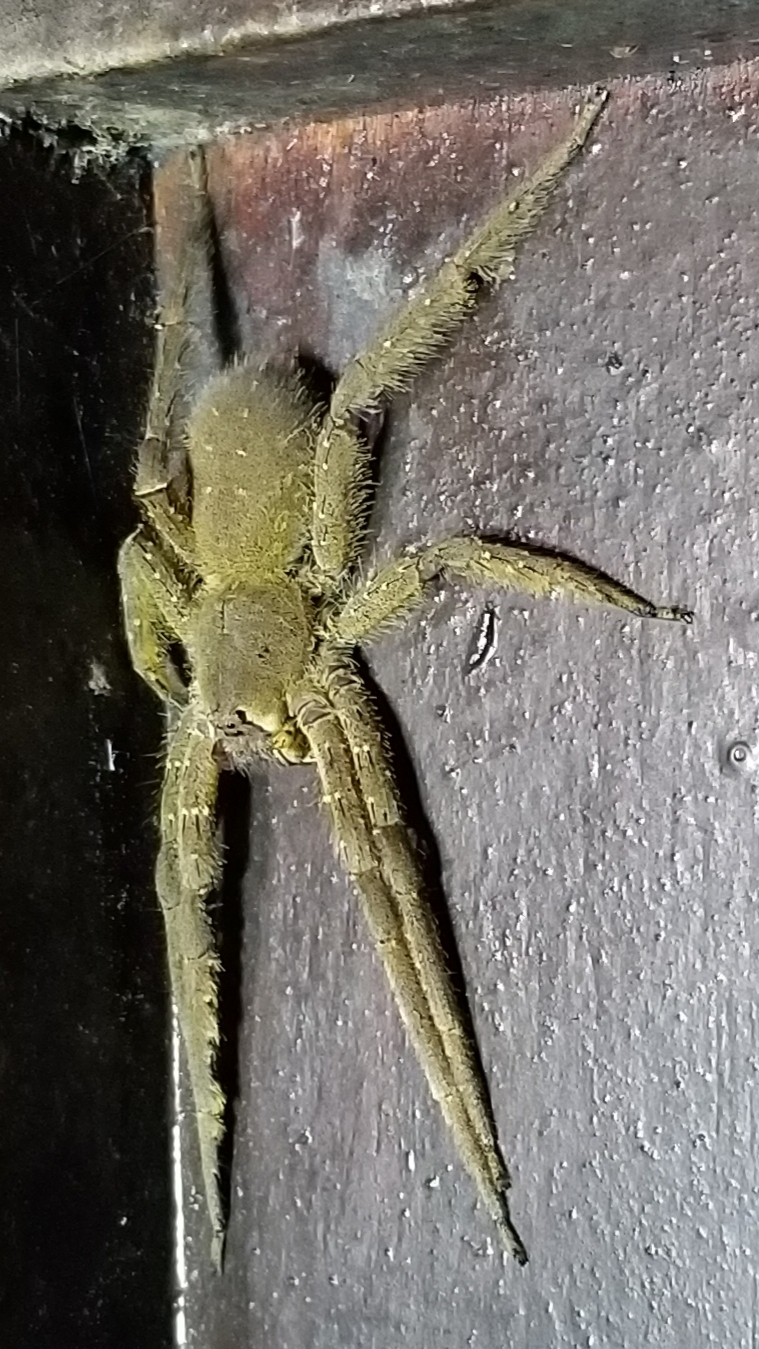
Lateralansicht
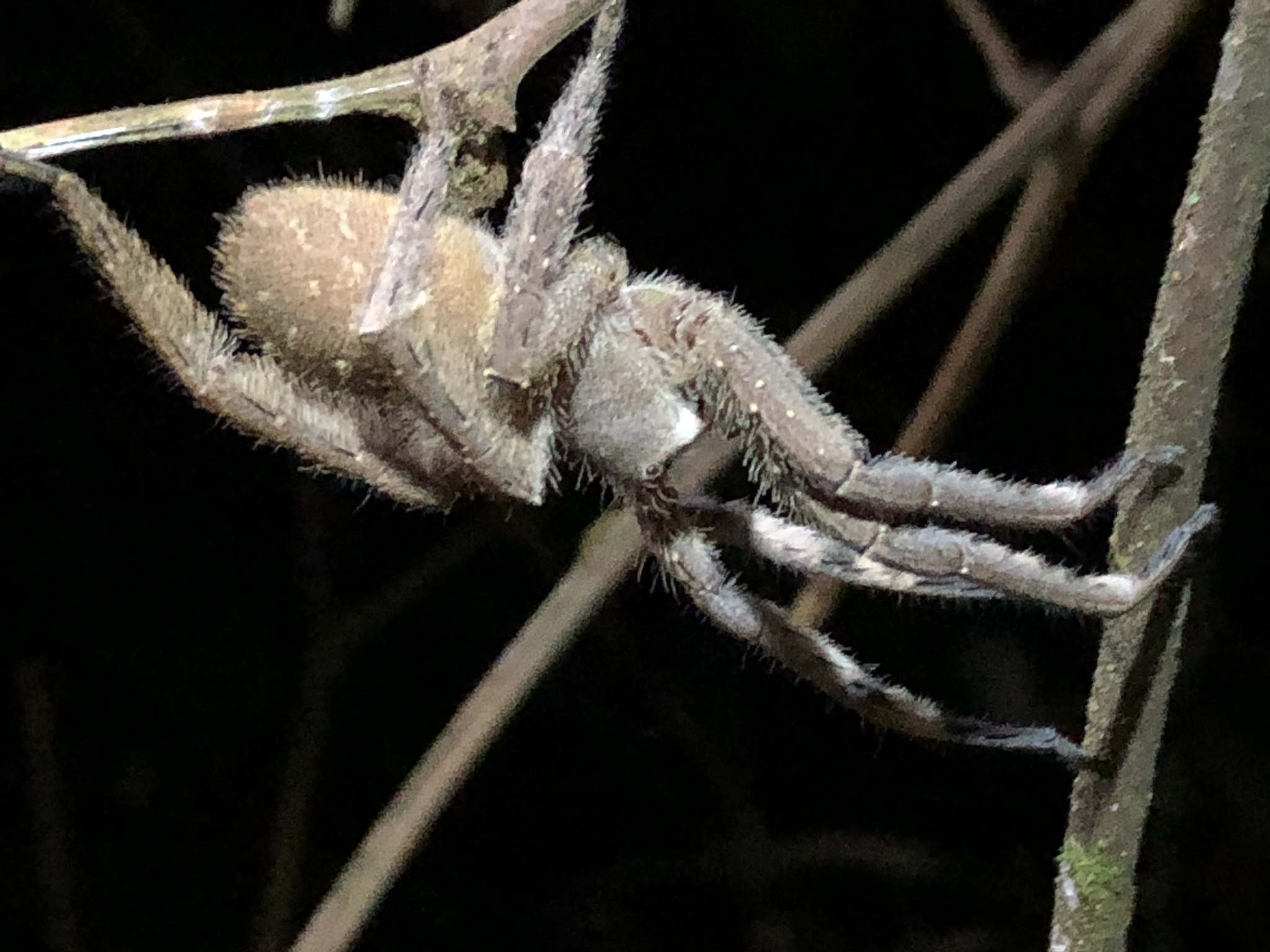
Rückansicht
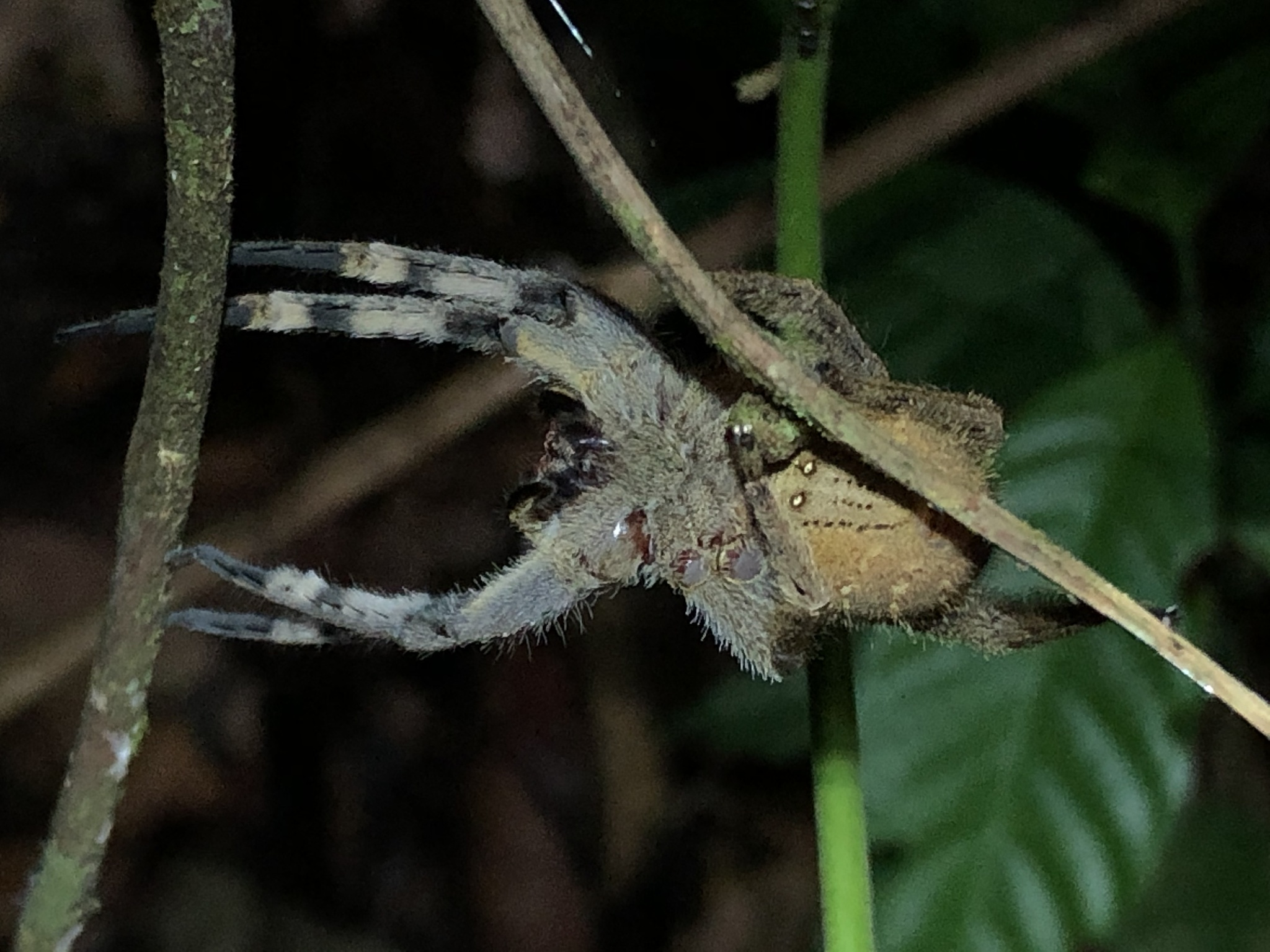
Ventralansicht

Ansichten von Männchen
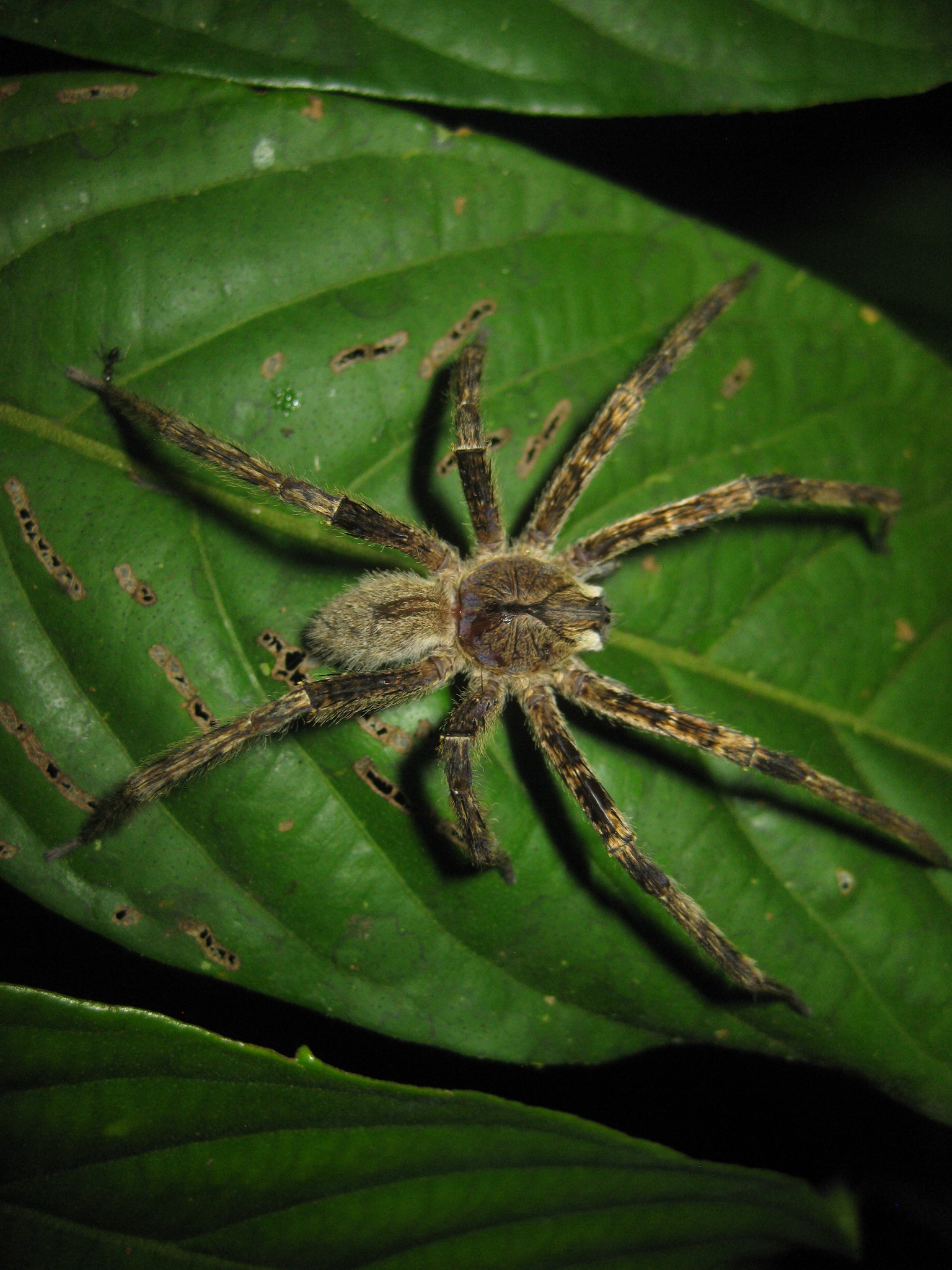
Dorsalansicht
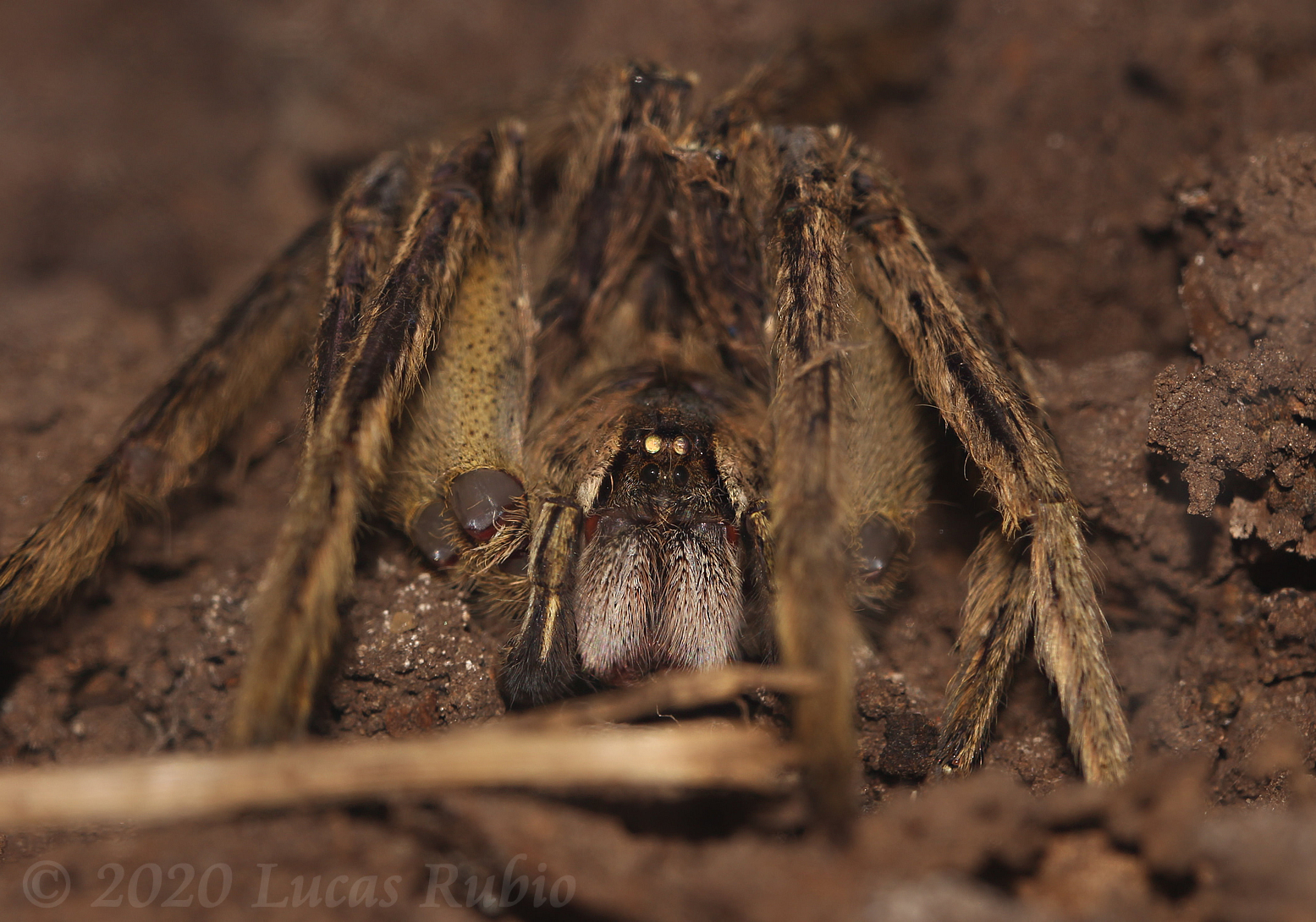
Frontalansicht
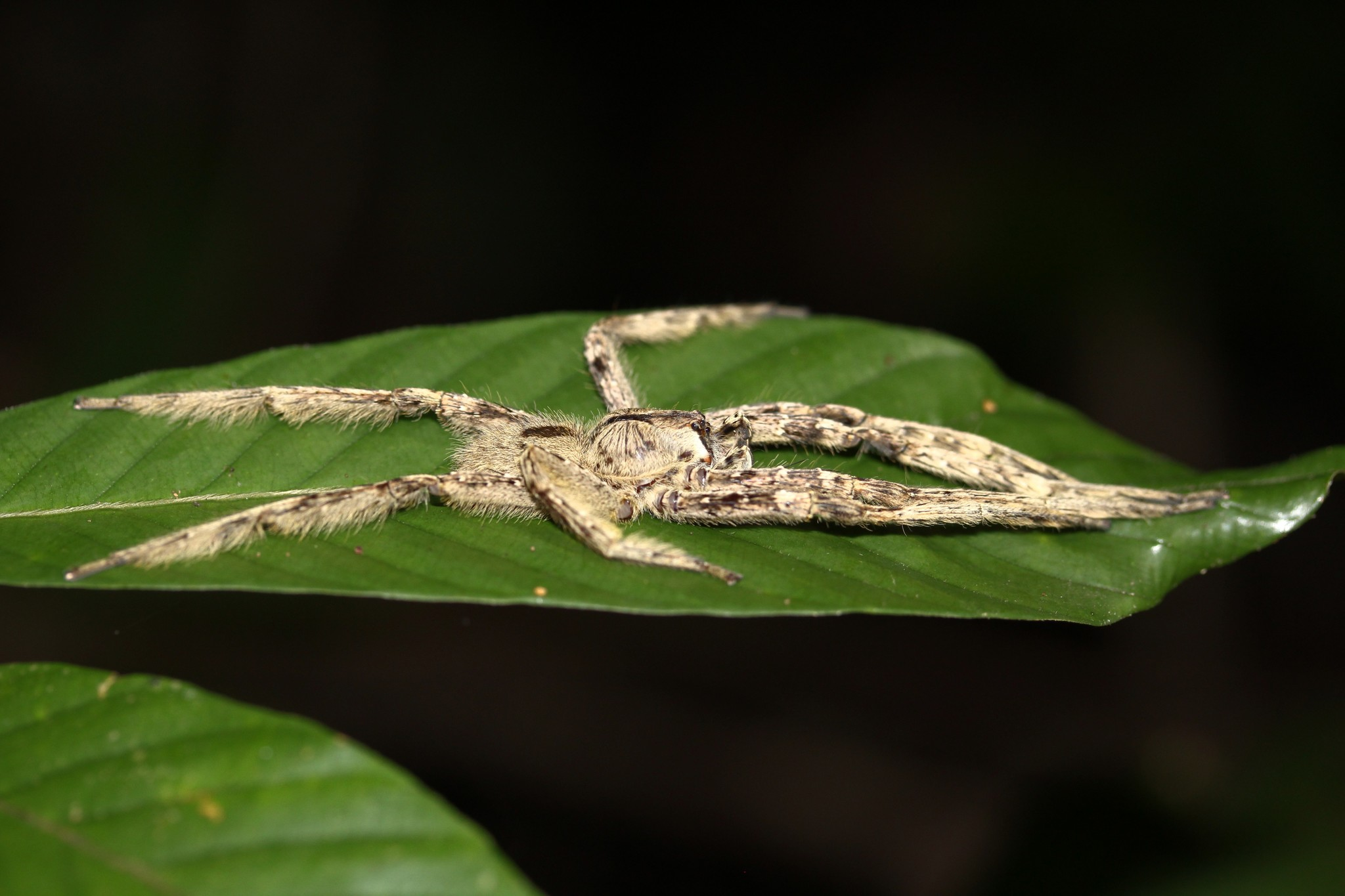
Lateralansicht
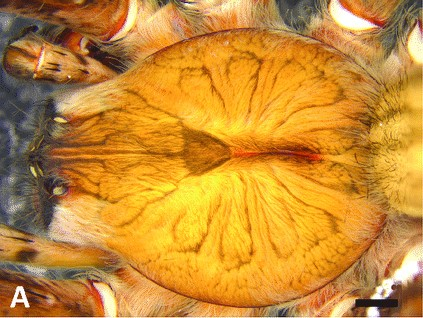
Carapax eines präparierten Männchens dorsal im Detail
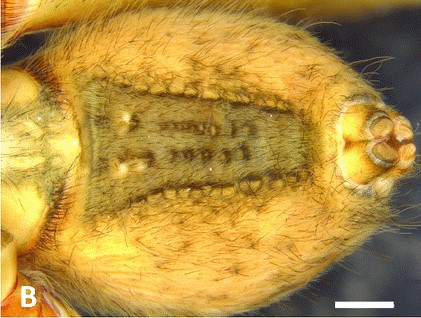
Opisthosoma (Hinterleib) eines präparierten Männchens ventral mit gut erkennbaren Spinnwarzen im Detail

### Genitalmorphologische Merkmale
| Bulbus | Epigyne |
|        |         |

Die Pedipalpen (umgewandelte Extremitäten im Kopfbereich) des Männchens weisen jeweils eine retrolaterale (seitlich rückliegende) Apophyse (chitinisierter Fortsatz) mit abgeschnittener Spitze und eine runde mediane (mittlere) Apophyse auf, die basal (an der Basis) vergrößert ist. Außerdem sind die Tibien (Schienen) der Pedipalpen kürzer als das Cymbium (erstes und vorderes Sklerit bzw. Hartteil des Bulbus). Ein einzelner Bulbus (männliches Geschlechtsorgan) wird innerhalb der Gattung der Bananenspinnen (Phoneutria) mitunter durch das vergleichsweise kleine Tegulum (zweites und mittleres Sklerit) und durch den Embolus (drittes und letztes Sklerit) mit einer inneren Einbuchtung charakterisiert. Ein weiteres Merkmal von je einem Bulbus sind die bei dieser Art posterior (hinten) angeordneten Verriegelungslappen. Der Konduktor (Fortsatz) besitzt anders als bei anderen Bananenspinnen keine Krümmung bei der Basis des Embolus.
Die Epigyne (weibliches Geschlechtsorgan) der Großen Bananenspinne besitzt ein eher breiteres Mittelfeld und stark sklerotisierte (verhärtete) Kopulationsgänge. Das für die Gattung typische epigynale Lateralfeld ist eher schmal gebaut und die epigynale Lateralapophyse weist lange, apikal (zum Ende gelegen) zugespitzte Spornen auf. Der Kopfbereich der Spermatheken (Samentaschen) ist hier reduziert.

### Differenzierung von ähnlichen Bananenspinnen

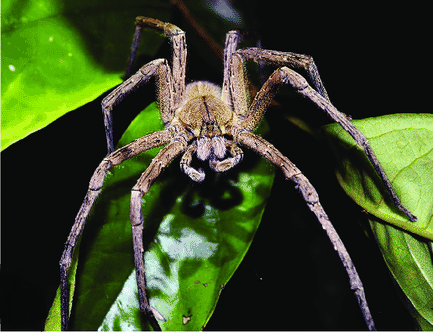
Weibchen von Phoneutria depilata

Obwohl sich habituriell (vom Erscheinungsbild her) alle Bananenspinnen (Phoneutria) ähneln, kann die Große Bananenspinne auch hinsichtlich ihrer genitalmorphologischen Merkmale leicht mit der zur gleichen Gattung zählenden Art P. depilata verwechselt werden, die allerdings deutlich größer werden kann und überwiegend nördlicher als die Große Bananenspinne vorkommt. Außerdem hat P. depilata auf der Ventralseite des Opisthosomas zwei Reihen von jeweils vier gelben Punkten.
Auch ähneln sich beide Arten sehr hinsichtlich des Aufbaus ihrer Geschlechtsorgane, zumal die retrolaterale Apophyse an je einem Pedipalpus der Männchen bei beiden Arten identisch aufgebaut ist. Allerdings hat die mediane Apophyse dieser Art eine schmalere Basis. Außerdem ist bei einem Bulbus von P. depilata das Tegulum größer und der Embolus weist keine Einbuchtung auf. Die Verriegelungslappen sind lateral (seitlich) angeordnet. Auch die Epigyne ist bei beiden Arten ähnlich aufgebaut. Die von P. depilata besitzt aber weniger sklerotisierte Kopulationsgänge und die Kopfregion der Spermatheken ist größer.

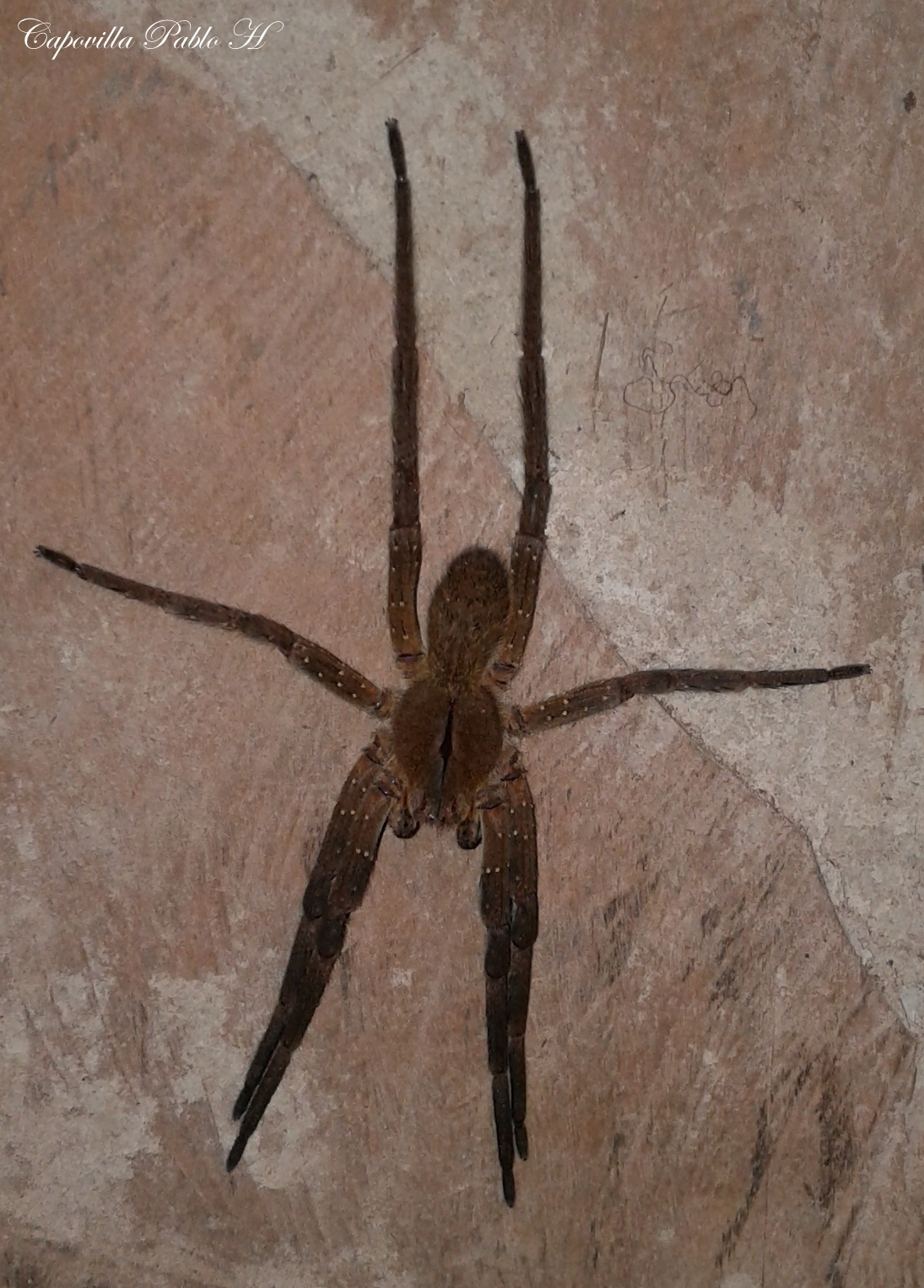
Männchen der Brasilianischen Wanderspinne (Phoneutria nigriventer)

Ein weiterer Verwechslungskandidat innerhalb der Bananenspinnen hinsichtlich der Morphologie der Geschlechtsorgane ist die Brasilianische Wanderspinne (P. nigriventer), doch ist beim Weibchen dieser Art die für die Gattung typische laterale Bezahnung kleiner und das epigynale Mittelfeld ist stärker sklerotisiert und weiter von der Spitze entfernt als beim Weibchen der Großen Bananenspinne. Die laterale Apophyse der Epigyne weist bei der anderen Art keine Sulci (Furchen) auf und die posterioren Lappen sind eher flach gebaut. Beim Männchen der Brasilianischen Wanderspinne ist die Basis beim Embolus eines Bulbus überdies vergleichsweise schmal.

## Vorkommen
Das Verbreitungsgebiet der Großen Bananenspinne umfasst die südamerikanischen Länder Bolivien, Brasilien, Kolumbien, Ecuador und Peru. Dort kommt die Art im Amazonas-Regenwald vor.

### Lebensräume und sympatrisches Vorkommen mit anderen Bananenspinnen

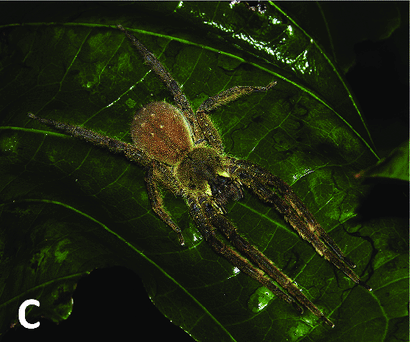
Weibchen, gefunden in der Region Madre de Dios in Peru.

Die Große Bananenspinne bewohnt innerhalb des Regenwalds verschiedene Habitate (Lebensräume). In Peru beispielsweise wurde die Art vielfach in Sumpfwäldern nachgewiesen, die von der Buriti-Palme (Mauritia flexuosa) dominiert wurden. Daneben bewohnt die Spinne überschwemmte Regenwälder, auf die sie einst als beschränkt galt. 2021 fand man jedoch heraus, dass die Große Bananenspinne auch Terra-Firme-Wälder ebenso wie die Ausläufer des Amazonas-Regenwalds im Departamento del Caquetá in Kolumbien bewohnt, wo sie innerhalb dieser nicht überschwemmten Biotope in Sekundärwäldern und Waldrändern anzutreffen ist.

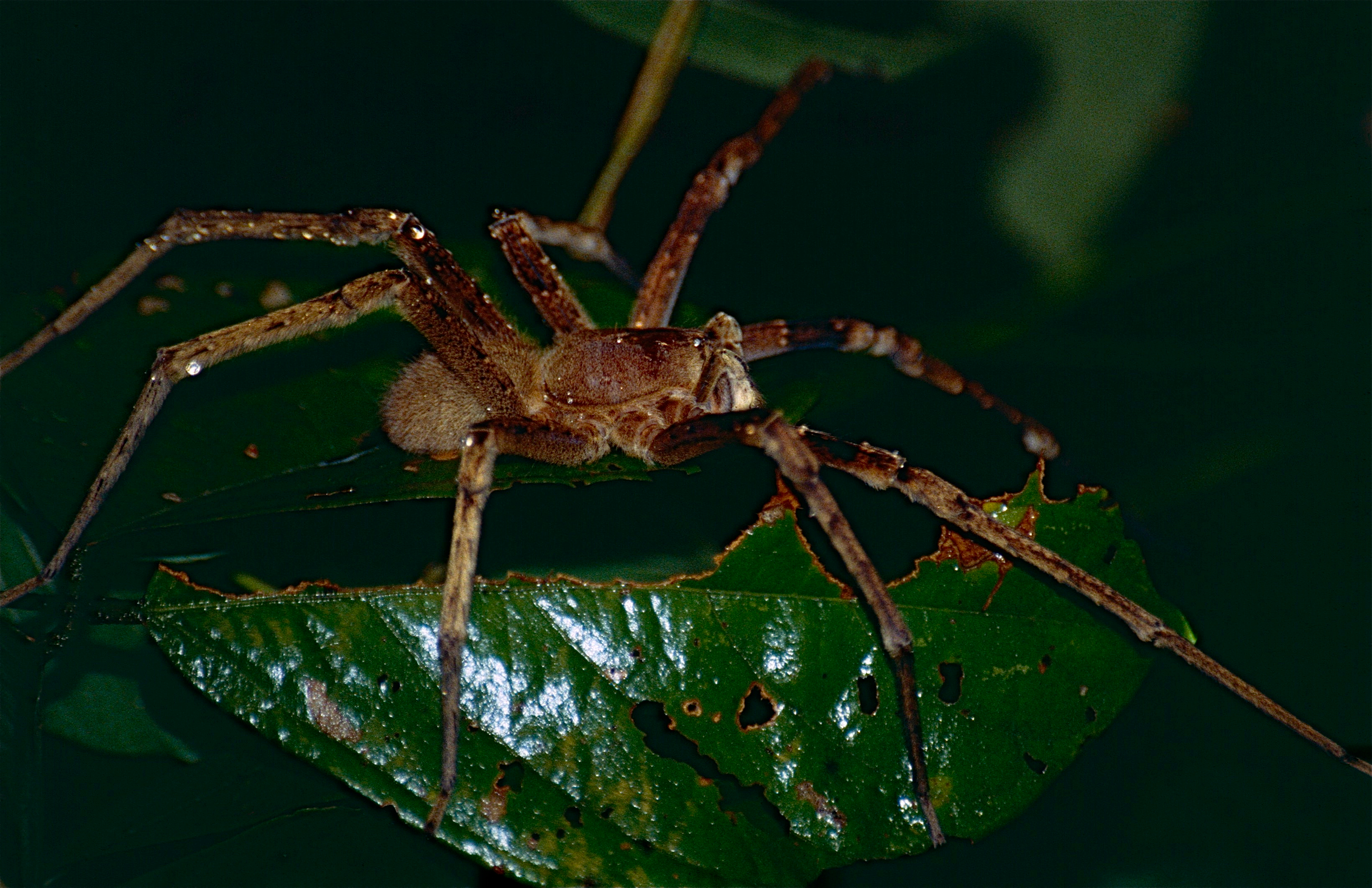
Männchen von Phoneutria fera, einer mit der Großen Bananenspinne sympatrisch vorkommenden Art.

Die Große Bananenspinne kommt sympatrisch (gemeinsam) mit den ebenfalls zu den Bananenspinnen (Phoneutria) zählenden Arten P. fera und P. reidyi vor. Allerdings ist die Sympatrie zwischen der Großen Bananenspinne und P. reidyi innerhalb Kolumbiens und Ecuadors unterbrochen, was dort mit der Sympatrie zwischen der Großen Bananenspinne und P. fera nicht der Fall ist. Trotz alldem haben alle drei Arten unterschiedliche Mikrohabitate, an die sie sich angepasst haben, um gegenseitige Konkurrenz zu umgehen.

### Einfuhren in andere Kontinente
Die Große Bananenspinne wurde angeblich vermehrt wie andere als „Bananenspinnen“ bekannte Spinnenarten, darunter auch weitere der gleichnamigen Gattung der Bananenspinnen (Phoneutria) vermehrt in Europa und Nordamerika über menschliche Handelswege, dabei vorwiegend entsprechend der Bezeichnung über Transporte der Dessertbanane (Musa × paradisiaca) eingeführt und schien innerhalb der Gattung der Bananenspinnen nach dem Kenntnisstand von 2021 die Art zu sein, bei der dies am häufigsten der Fall ist. Dies lässt sich seit der in diesem Jahr stattgefundenen Revalidierung der Art P. depilata, die bis dahin als Synonym der Großen Bananenspinne galt und deren Verschleppung auf diesem Wege deutlich wahrscheinlicher ist, jedoch anzweifeln.
Aufgrund der wie bei allen Bananenspinnen vorhandenen Ähnlichkeit der Großen Bananenspinne mit den für den Menschen wesentlich harmloseren Arten der Gattung Cupiennius, die ebenfalls mehrfach auf gleichen Wegen in andere Teile der Welt eingeschleppt wurden, kam es bei in Europa und Nordamerika nachgewiesenen Exemplaren beider Gattungen oftmals zu Fehlbestimmungen bei Spinnen beider Gattungen einschließlich der Großen Bananenspinne, was schwerwiegende Folgen haben kann. Insbesondere die Große Bananenspinne kann durch ihre den Arten der Gattung Cupiennius ähnlichere Dimensionen leichter mit diesen verwechselt werden als die anderen Bananenspinnen, die allesamt deutlich größer werden.

## Lebensweise

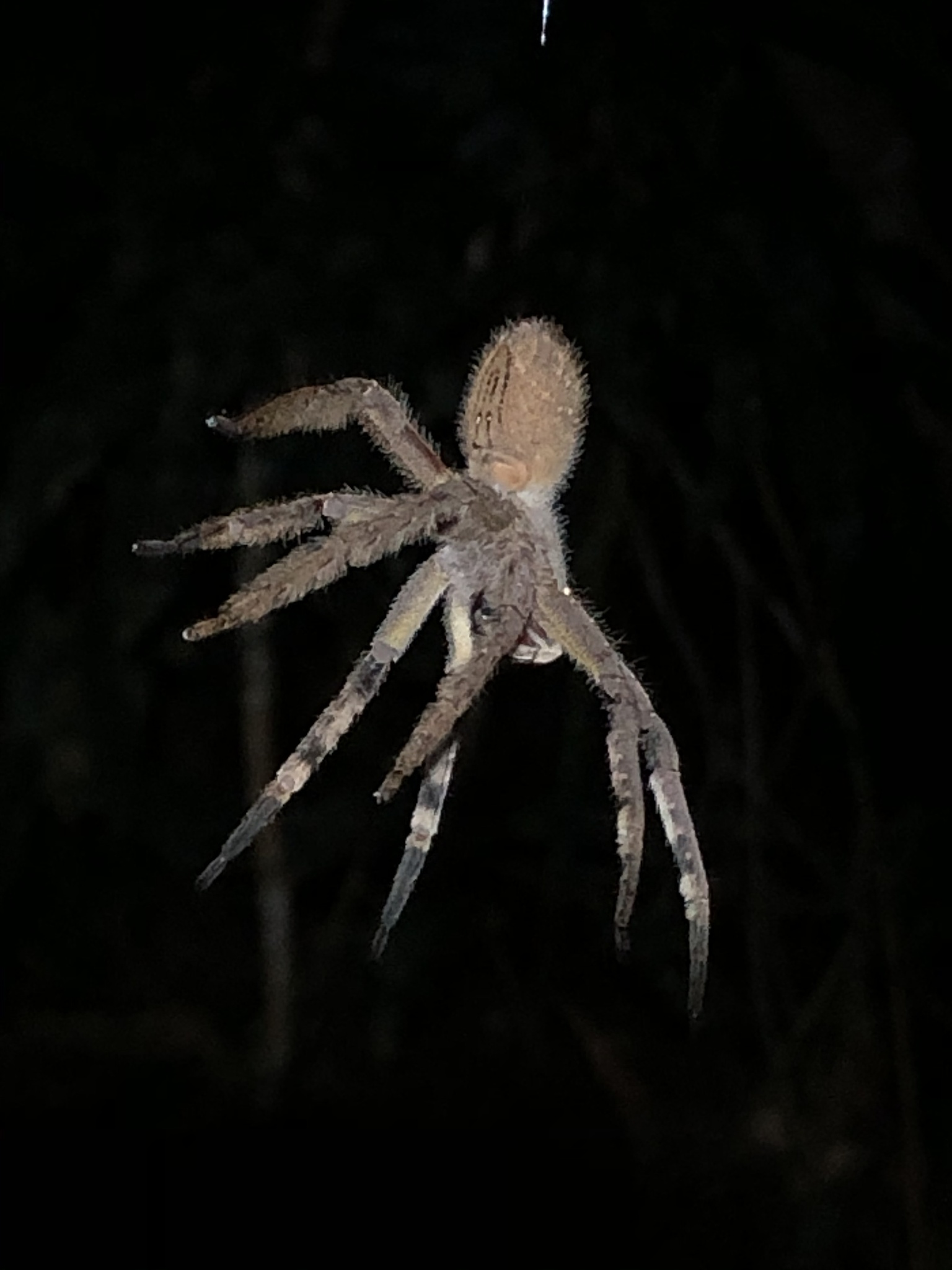
Sich mithilfe eines Spinnfadens abseilendes Weibchen in der Nacht

Die Große Bananenspinne ist wie alle Bananenspinnen (Phoneutria) nachtaktiv und während ihrer Aktivitätszeit sehr wanderfreudig. Am Tag versteckt sich die Spinne in Spalten, unter Steinen oder umgestürzten Baumstämmen genauso wie in Bromelien.

### Jagdverhalten und Beutespektrum

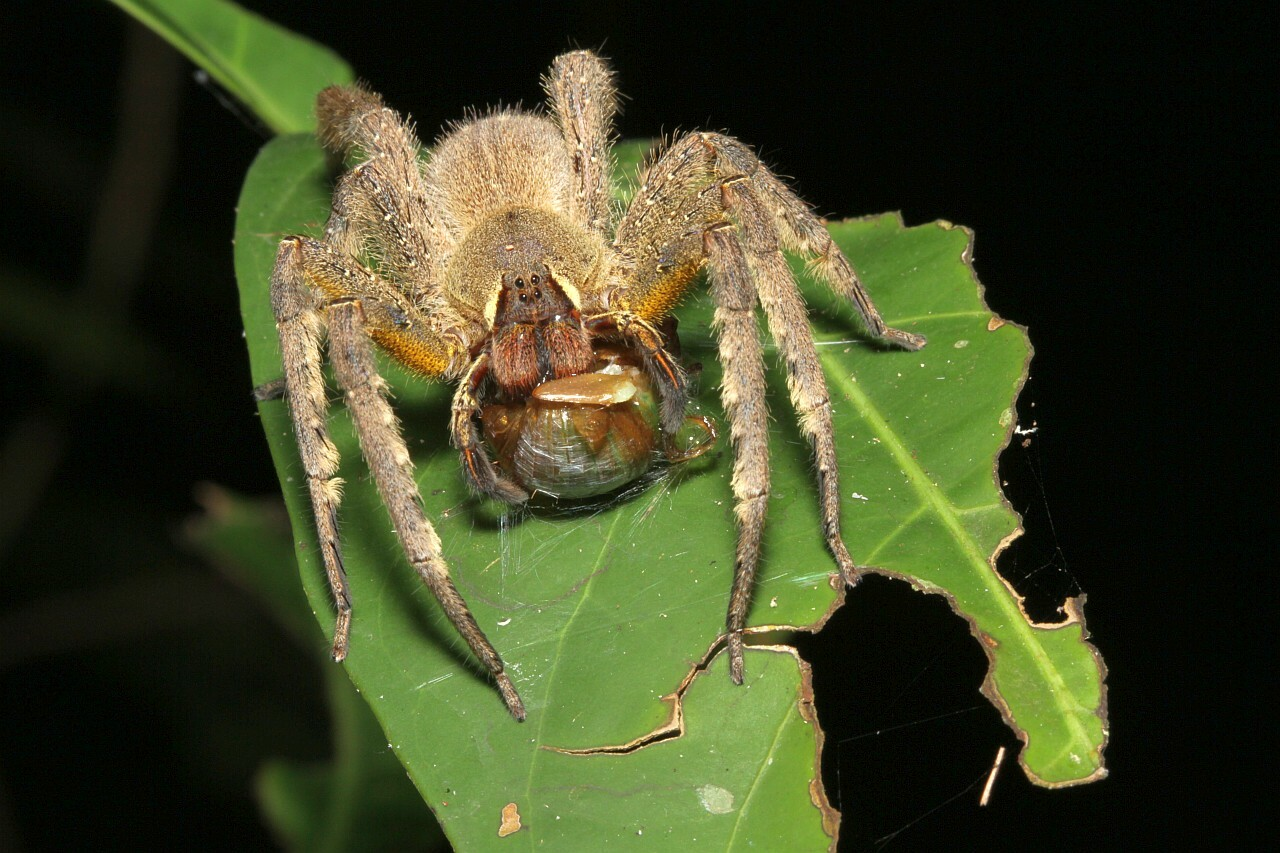
Weibchen mit Beute

Die wie für Spinnen üblich räuberisch lebende Große Bananenspinne ist wie alle Kammspinnen (Ctenidae) ein freilaufender Lauerjäger, der demzufolge kein Spinnennetz für den Beutefang anlegt. Die Art selber ist wie alle der Bananenspinnen (Phoneutria) ein opportunistischer Jäger, der alle Beutetiere erlegt, die er zu überwältigen vermag. Dabei zeigt sie sich demnach euryphag (nicht auf bestimmte Nahrung angewiesen). Diese Annahme wird besonders durch den hohen Nahrungsbedarf und das große Beutespektrum gestützt.

#### Einspinnen von Beutetieren
Die Große Bananenspinne kann bei Bedarf Beutetiere einspinnen, was etwa bei dem Überwältigen vergleichsweise schwer erlegbarer Beutetiere für die Art, etwa der Amerikanischen Großschabe (Periplaneta americana), geschehen kann. Allerdings dient das Einspinnen im Falle der Großen Bananenspinne ausschließlich dem Ermöglichen einer Kompatibilität gefangener Beutetiere, zumal das Beutetier, sofern an einer vertikalen Oberfläche befindlich, von der Spinne durch das Einspinnen an der Oberfläche befestigt wird, was ihr dabei das Loslassen und neu ansetzende Greifen mittels der Cheliceren ermöglicht.
Das Verhalten des Einspinnens von Beutetieren der Großen Bananenspinne wurde 2014 von Nicolas Hazzi in Gefangenschaft anhand Exemplaren der Amerikanischen Großschabe als Beutetiere für die Versuchstiere der Spinnen untersucht. Ergreift die Große Bananenspinne etwa eine Amerikanische Großschabe und versetzt ihr somit zeitgleich einen Giftbiss, dann klettert erstere maximal 15 Zentimeter hoch auf eine senkrechte Fläche und dreht sich um, sodass die Gesichtsregion nach unten gerichtet ist. Die Spinne wartet dann, bis das Beutetier sämtliche Bewegungen mit der möglichen Ausnahme von kleineren wie von Fühlern ausgehenden Bewegungen einstellt. Die Spinne neigt ihr Opisthosoma (Hinterleib) dann in Richtung des Untergrunds und beginnt dort, Spinnseide in Form von zwei unterteilten Anheftungen zu befestigen. Anschließend dreht die Spinne sich dann halbkreisförmig um das Beutetier herum und hält es dabei mit den Cheliceren fest, während sie eine dritte Befestigung aus Spinnseide an der Lauffläche anlegt. Die Spinnfäden der ersten Befestigung hält die Spinne noch an den Spinnwarzen fixiert, sodass sie ein Tuch aus Spinnseide bildet, das das Beutetier bedeckt. Die Spinne hält das Beuteobjekt weiterhin in den Cheliceren fest und setzte die kreisförmigen Bewegungen fort, während sie weiterhin Spinnseide an das Beutetier anheftet. Sobald das Beutetier fester am Untergrund haftet, löst die Spinne während des Einspinnens den Griff vom Beutetier mittels der Cheliceren. Die scheibenförmig angelegten Anhaftungsfäden befinden sich jedoch nicht direkt am Beutetier, sondern an der Oberfläche um dieses herum. Während des gesamten Vorgangs berührt die Spinne gelegentlich das Beutetier mit ihren Pedipalpen. Bei Hazzis Beobachtungen fertigten die Versuchstiere eine bis drei und durchschnittlich 2,4 ± 0,7 Befestigungseinheiten an, wofür sie jeweils 65 bis 100 und im Durchschnitt 81 ±s + 13 Sekunden brauchten. Ist ein Beutetier ausreichend eingesponnen, hebt die Spinne es mit den Cheliceren an und bewegt es leicht nach vorne, wodurch die am Untergrund angehefteten Spinnfäden gestrafft werden.
Beim Verzehr wird der Prozess des Einspinnens gelegentlich wiederholt, wenn auch in kürzerer Dauer mit geringeren Befestigungseinheiten. Zumindest bei Hazzis Beobachtungen berührten die ersten beiden Befestigungseinheiten meistens nicht das jeweilige Beuteobjekt. Das in einer Drehbewegung ausgeführte Einspinnen geschieht scheinbar immer in Richtung des Uhrzeigersinns. Die Große Bananenspinne nutzt im Gegensatz zu einigen anderen Spinnen nicht die Beine zum Befestigen einzelner Spinnfäden an der Oberfläche, sondern schafft dies alleine durch Bewegungen mit dem Körper. Alle drei Paare der Spinnwarzen werden beim Einspinnen beansprucht. Bewegt wird jedoch nur das anteriore Paar, während die unbeweglichen posterior lateralen Spinnwarzen sich normalerweise in einer asymmetrischen Position befinden. Dies hängt allerdings von der Richtung, die die Spinne im kreisförmigen Bewegungsmuster ausführt, ab. Bewegt sich diese nach links, wird die rechte Spinnwarze des posterior lateralen Paars immer angehoben und dessen linke abgesenkt, wobei letztere dann mit dem Untergrund in Berührung kommt.
Bei der fehlenden Mitbenutzung der Beine beim Einspinnen von Beutetieren seitens der Großen Bananenspinne handelt es sich um eine vergleichsweise primitive Methode zum Einspinnen von Beutetieren innerhalb der Echten Webspinnen (Araneomorphae) und auch die asymmetrischen Bewegungen der posterior lateralen Spinnwarzen, wie sie auch bei dieser Art vorkommen, sind dafür typisch. Dieses Verhalten wird auch bei anderen Familien innerhalb dieser Unterordnung angewandt, was diesen Aspekt der Homologie bekräftigt. Eine solche asymmetrische Anwendung der Spinnwarzen ändert die Verteilung einzelner Fäden auf dem Beuteobjekt gegenüber der erwarteten, wenn die Spinndüsen symmetrisch verwendet würden. Die Große Bananenspinne kann dank dieser Methode des Einspinnens die Befestigungseinheiten in Form tuchartiger Seidenbedeckung um ein Beutetier schaffen und somit ein solches effizienter umfüllen. Im Gegensatz dazu würde die Benutzung der posterior lateralen Spinnwarzen bei einer symmetrischen Stellung nur einen Streifen von Spinnfäden erzeugen.

#### Beutespektrum
Das Beutespektrum der Großen Bananenspinne setzt sich hauptsächlich aus Wirbellosen, insbesondere Gliederfüßern zusammen. Forscher stellten bei der Auswertung von Beutetieren fest, dass diese zu 96 unterschiedlichen Spezies gehörten, von denen 75 (vor 2021) noch nicht als Teil des Nahrungsspektrums der Spinne überliefert waren. Unter den identifizierten Gliederfüßern, fanden sich zahlreiche Insekten, wie Käfer, Zweiflügler, Schmetterlinge und Heuschrecken, sowie kleine Schuppenkriechtiere. Kleinere Reptilien und Amphibien erweitern das Beuteschema der Großen Bananenspinne, wie es auch bei anderen Bananenspinnen (Phoneutria) der Fall ist. Die Art ist in der Lage, Beuteobjekte überwältigen, die ihre eigene Körperlänge übertreffen, allerdings darf dabei das Dreifache der Körperlänge der Spinne allem Anschein nach nicht überschritten werden.
Zu den Arthropoden, die in das Beuteschema der Großen Bananenspinne fallen, gehören für Spinnen gängige Beutetiere, wie Käfer, Schmetterlinge, Heuschrecken und andere Spinnen. Daneben ließen sich Schaben, Hautflügler und Libellen als Beuteobjekte der Großen Bananenspinne nachweisen. Genauso kann Kannibalismus vorkommen. Dass die Art außerdem dazu imstande ist, Gespenstschrecken zu erbeuten, ist bemerkenswert, da diese sowohl über eine sehr gute Tarnung als auch im Falle einiger Arten über Wehrsekrete verfügen und die Spinne demnach dazu in der Lage ist, diese Abwehrmechanismen zu umgehen. Ferner ist die Große Bananenspinne in der Lage, Fangschrecken zu überwältigen, die selber eine räuberische Ernährungsweise besitzen und aufgrund ihrer bedornten Fangarme ebenfalls vergleichsweise wehrhaft sind. Die Spinne kann also auch für sie selbst potentiell gefährliche Beutetiere überwältigen. Es wird jedoch vermutet, dass die Art jedoch eine Präferenz für Zweiflügler besitzt.
Zu den Schuppenkriechtieren, die für die Große Bananenspinne als Beutetiere in Frage kommen, zählen verschiedene Vertreter der Geckos sowie der Geckoartigen, aus der Familie der Sphaerodactylidae sowie Nattern der Gattung Stenorrhina. Bei Amphibien, die als Beuteobjekte der Spinne nachgewiesen wurden, handelte es sich um Froschlurche aus der Familie der Laubfrösche (Hylidae). Jedoch wird der Tungara-Frosch (Engystomops pustulosus) von der Großen Bananenspinne gemieden, da dieser Wehrsekrete über seine Haut absondern kann, die die Spinne dazu veranlassen, den gegriffenen Frosch wieder loszulassen. Das Erbeuten von kleineren Wirbeltieren seitens der Großen Bananenspinne kann wie bei anderen vergleichsweise großen Spinnenarten wohl dabei helfen, den erforderlichen Nährstoffhaushalt zu sichern. Das Erlegen derartiger Beutetiere wird der Spinne allerdings nicht nur durch ihre Größe, sondern wohl auch durch ihr Gift ermöglicht. Dieses enthält vermutlich Toxine (Giftstoffe), die eine effektive Immobilisierung von Wirbeltieren, die als Beutetiere der Art in Frage kommen, erzielt. Ein derartiges Phänomen gilt bei den nicht näher verwandten Echten Witwen (Latrodectus) als erwiesen, da einige Arten dieser Gattung ebenfalls kleine Wirbeltiere erbeuten können.

##### Unterschiede des Beutespektrums nach Geschlecht
Das Männchen der Großen Bananenspinne kann, obgleich es kleiner als das Weibchen ist und seine Jagdunternehmungen ab dem Erlangen der Geschlechtsreife zunehmend einstellt, eine höhere Vielfalt an Beutetieren aufweisen. Da es allerdings insgesamt wanderfreudiger ist, betreibt das Männchen auch aus diesem Grund einen höheren Jagdaufwand als das Weibchen, wodurch es auf eine größere Variation an Beutetieren angewiesen ist. Ferner wirkt das Gift des Männchens der Großen Bananenspinne beispielsweise bei Käfern, die als schwerer zu erlegende Beutetiere in Erscheinung treten können, stärker als das des Weibchens. Dadurch dürfte dem Männchen ein höherer Jagderfolg gesichert sein, ohne, dass dieses Risiken von seitens des Käfers ausgehenden Defensivversuchen ausgesetzt ist.

##### Unterschiede des Beutespektrums nach Population
Das Beutespektrum der Großen Bananenspinne wird neben den Geschlechtern auch von der geographischen Lage beeinflusst, was wahrscheinlich durch die Verfügbarkeit von Beutetieren im jeweiligen Gebiet der Population beeinflusst, dies insbesondere bei der von Heuschrecken. Ein Beispiel sind die Anden, die das Verbreitungsgebiet der Spinne durchkreuzen und in denen beliebige biogeographische Faktoren wie Temperatur und Feuchtigkeit genauso wie menschengemachte Eigenschaften die Verfügbarkeit von Beutetieren beeinflussen.

#### Immobilisierung von Beutetieren
Die Große Bananenspinne immobilisiert wie die meisten Spinnen ergriffene Beutetiere mithilfe des von den Cheliceren verabreichten und in das Beutetier injizierten Gifts. Sie kann dabei die Menge des zu verabreichenden Gifts anscheinend dosieren und injiziert in größere und aktivere Beutetiere womöglich größere Mengen an Gift, um möglichen Risiken oder Verlusten entgegenzuwirken. Die Dauer der Immobilisierung hängt vom jeweiligen Beutetier und der Menge des verabreichten Gifts ab. Ein einzelner Biss genügt, da die Spinne anscheinend dazu in der Lage ist, den Beutezugriff und den Giftbiss gleichzeitig auszuüben.
Andere von der Großen Bananenspinne ergriffene Spinnen gehen im Falle des Erbeutens seitens der Großen Bananenspinne schnell zugrunde, was vermutlich daran liegt, dass die Große Bananenspinne im Falle des Erbeutens anderer Spinnen eine größere Menge an Gift verabreicht, um die gepackte Spinne an einer Gegenwehr zu hindern. Bei dem Erbeuten von Geckos seitens der Großen Wanderspinne ist ein ähnliches Phänomen erkennbar, hier vermutlich aus dem Grund, dass Geckos als Tiere mit schneller Fortbewegungsmöglichkeit eine Flucht unmöglich gemacht werden soll.
Im Gegensatz zu den beiden vorherigen Beispielen benötigt die Große Bananenspinne eine längere Zeit für das Immobilisieren von Schaben. Dies dürfte daran liegen, dass das insbesondere im ventralen Bereich des Thorax (Brust) und über das ganze Abdomens (Hinterleib) stark gepanzerte Exoskelett (Chitinpanzer) von Schaben der Spinne einen Zugriff und damit auch einer Giftinjektion erschwert. Alternativ besteht die Theorie, dass Schaben eine stärkere Resistenz gegen das Gift der Spinne aufweisen.

### Abwehrverhalten und Verteidigung

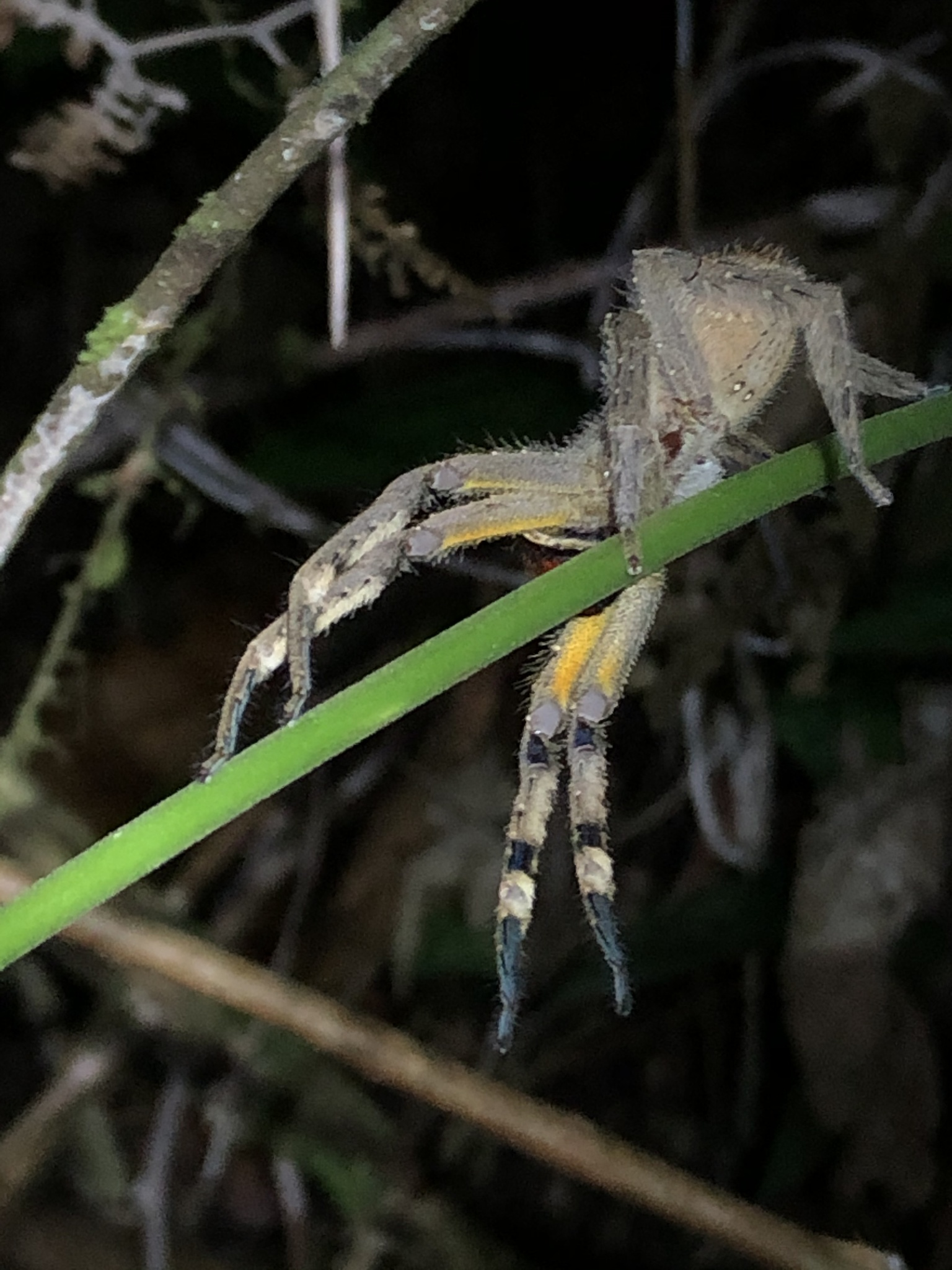
Weitere Ventralansicht eines Weibchens mit den hier gut erkennbaren Warnfarben, die bei einer Drohgebärde zum Einsatz kommen.

Die Große Bananenspinne teilt mit anderen Bananenspinnen (Phoneutria) ihre für Spinnen außerordentlich hohe Aggressivität und ist bei Störungen leicht zu dem für die Gattung typischen Drohverhalten zu animieren. Bei Begegnung mit einem möglichen Prädator (Fressfeind) stellt sich die Spinne auf den beiden hinteren Beinpaaren auf und richtet den Körper beinahe senkrecht nach oben. Die beiden vorderen Beinpaare werden in die Höhe gehalten, sodass nun die ventral (unten) auf den Beinen und dem Körper der Spinne befindliche und markante Warnfärbung zur Geltung kommt. Die Spinne richtet sich gegen den Angreifer und bewegt die erhobenen Beine dabei seitlich. Die Drohgebärde der Art wird durch die dann gespreizten Cheliceren und aufgerichteten Stacheln an der Ventralfläche der Beine verstärkt.
Bei anhaltender Störung kann sich die Große Bananenspinne auch mit einem aktiven Abwehrbiss verteidigen. Allerdings wird dabei nicht immer Gift injiziert. In dem Fall redet man von einem Trockenbiss.

### Lebenszyklus
Der Lebenszyklus der Großen Bananenspinne ist in die für Spinnen üblichen Phasen der Fortpflanzung, der Eiablage und des Heranwachsens der Jungtiere gegliedert. Er wurde bei dieser Art ebenfalls 2014 von Hazzi ausführlich beschrieben.

#### Zusammentreffen der Geschlechtspartner und Fortpflanzung
Ein geschlechtsreifes Männchen der Großen Bananenspinne kann ein Weibchen der gleichen Art ausfindig machen, indem es den vom Weibchen verlegten Wegfäden folgt. Dabei trommelt es mit seinen Pedipalpen auf den Bodengrund. Während der Suche positioniert das Männchen seine Pedipalpen nahe dem Untergrund, behält den Berührungskontakt zum Wegfaden der potentiellen Geschlechtspartnerin und führt mit dem ersten Beinpaar langsame, klopfartige Bewegungen in verschiedene Richtungen aus. Es wird vermutet, dass die Bewegungen der Pedipalpen wie bei einigen Wolfsspinnen (Lycosidae) dazu dient, die Lokalisierung eines Weibchens zu erleichtern. Ein Balzverhalten, wie es bei Spinnen der Überfamilie der Lycosoidea anderweitig die Regel ist, ließ sich bei der Großen Bananenspinne nicht nachweisen. Stattdessen geschieht die Arterkennung bei dieser Art wohl mittels Berührungen des Weibchens, die vom Männchen ausgehen. Berührt das Männchen das Weibchen, dreht letzteres sich um, sodass Männchen und Weibchen Kopf an Kopf aneinander befindlich sind. Das Männchen berührt daraufhin das Weibchen mit dem ersten Beinpaar für eine Dauer von unter zwei Sekunden. Ist das Weibchen nicht paarungswillig, flüchtet es blitzartig. Ist es jedoch zu einer Paarung bereit, verbleibt es gegenüber dem sich angenäherten Männchen passiv.
Die daraufhin stattfindende Paarung geschieht in der Stellung III, die für viele freilaufend jagende und modernere Echte Webspinnen (Araneamorphae) typisch ist und bei der das Männchen frontal auf das Weibchen steigt, sodass sich beide Geschlechtspartner in entgegengesetzter Blickrichtung übereinander befinden. Da sich alle Echten Webspinnen, die eine retrolaterale Tibiaapophyse besitzen, zu einer monophyletischen (stammestechnischen) Klade zusammengefasst werden, könnte die Anwendung dieser Paarungsstellung als eine Synapomorphie (gemeinsames Merkmal mehrerer verwandter Taxa) betrachtet werden. Im Falle der Großen Bananenspinne zieht das Weibchen zusätzlich seine Beine derartig dicht an den eigenen Körper, dass die Patellae (Glieder zwischen den Femora, bzw. Schenkeln und den Tibien bzw. Schienen) aller Beine über seinem Carapax befindlich sind und sich gegenseitig berühren. Einmal über dem Weibchen befindlich, bewegt sich das Männchen seitlich zu den Flanken vom Körper seiner Geschlechtspartnerin und beginnt in dessen Epigyne einen seiner Bulbi einzuführen. Nach Hazzis Beobachtungen ist ein Wechsel der einzuführenden Bulbi einmalig möglich, sodass ein Männchen maximal jeden Bulbus einmal einführen kann und somit maximal zwei Einführungen bei der Großen Bananenspinne vorkämen. Allerdings ist es wohl nach gleichen Analysen auch möglich, dass ein Männchen nur einen seiner Bulbi in die Epigyne des Weibchens einführt. Vor jeder Insertion der Bulbi werden die Stacheln des Männchens kurzzeitig aufgerichtet. Bei Hazzis Beobachtungen dauerten die Begattungen maximal für 15 Sekunden an. Das Männchen entfernt sich nach der Paarung fluchtartig.

#### Eiablage und Kokonbau

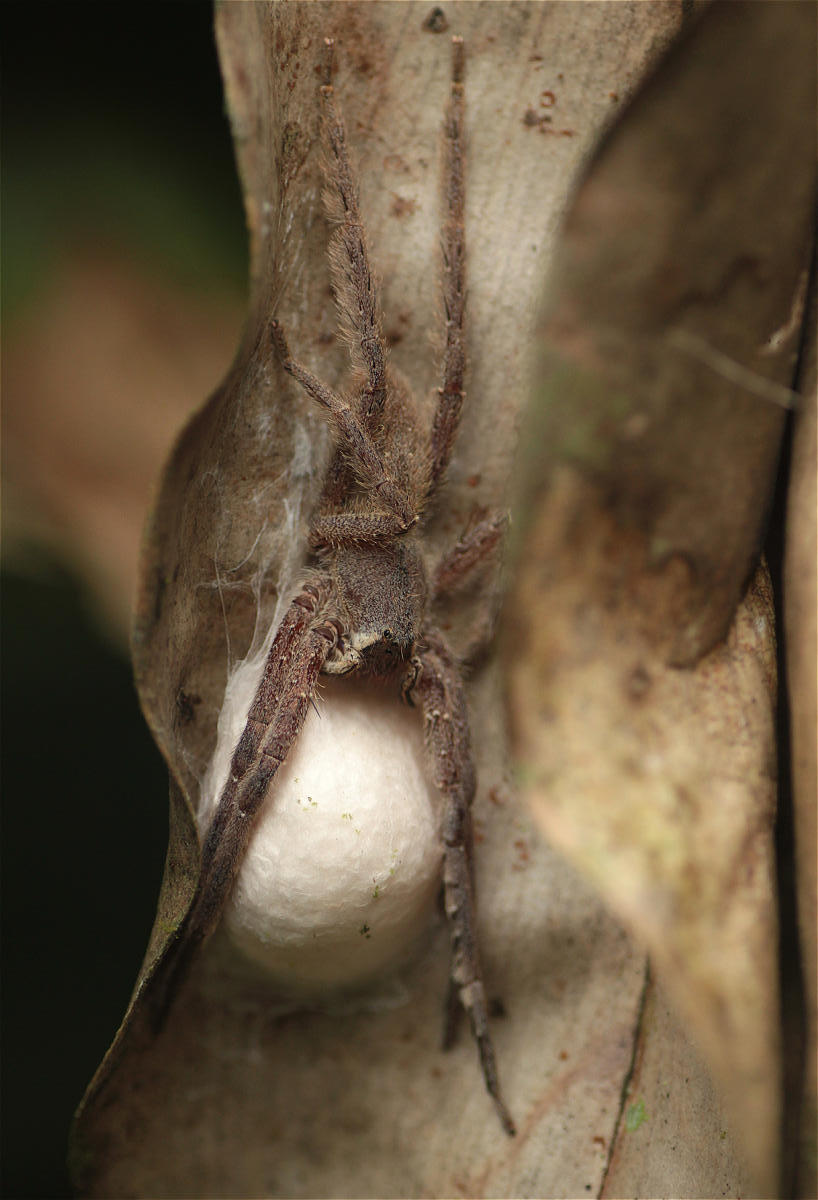
Weibchen mit Eikokon

Ein begattetes Weibchen der Großen Bananenspinne legt einige Zeit nach der Paarung seinen ersten Eikokon an. Bei Hazzis Beobachtungen legten die Versuchstiere ihre Kokons immer an der Wand der Behausungen über dem Boden ab. Ein einzelner Kokon der Art ist weiß gefärbt und besitzt einen Durchmesser von 22 bis 33 und durchschnittlich 28 ± 64 Millimetern. Seine Fläche an dem Untergrund, an dem sich der Kokon befindet, fällt flach aus, während seine obere Fläche konvex erscheint. Die Große Bananenspinne betreibt wie viele zur Überfamilie der Lycosoidea zählenden Spinnen eine aufopferungsvolle Brutpflege und verbleibt bei ihrem vollendeten Eikokon. Sie verlässt diesen nur kurzzeitig zur Nahrungs- und Wasseraufnahme. Die Aggressivität des Weibchens wird während der Brutpflege noch einmal gesteigert und es ist in dieser Zeit deutlich leichter zu der für die Bananenspinnen (Phoneutria) charakteristischen Drohhaltung zu animieren. Das Weibchen der Großen Bananenspinne kann nach einer Begattung bis zu vier Eikokons anfertigen.
Die ausgeprägte Form der Brutpflege dient bei der Großen Bananenspinnen wie wohl auch bei anderen Spinnen mit dieser Eigenschaft dazu, Prädationen der Eier und der Jungtiere zu verhindern. Damit werden die Überlebenschancen der Art sehr gesteigert. Ähnliches ließ sich auch bei anderen Spinnen, etwa der Art Cheiracanthium japonicum aus der Familie der Dornfingerspinnen (Cheiracanthiidae), belegen. Die Art der Brutpflege mitsamt der Form des Eikokons der Großen Bananenspinne ist für Kammspinnen (Ctenidae) üblich.

#### Schlupf und Heranwachsen der Jungtiere

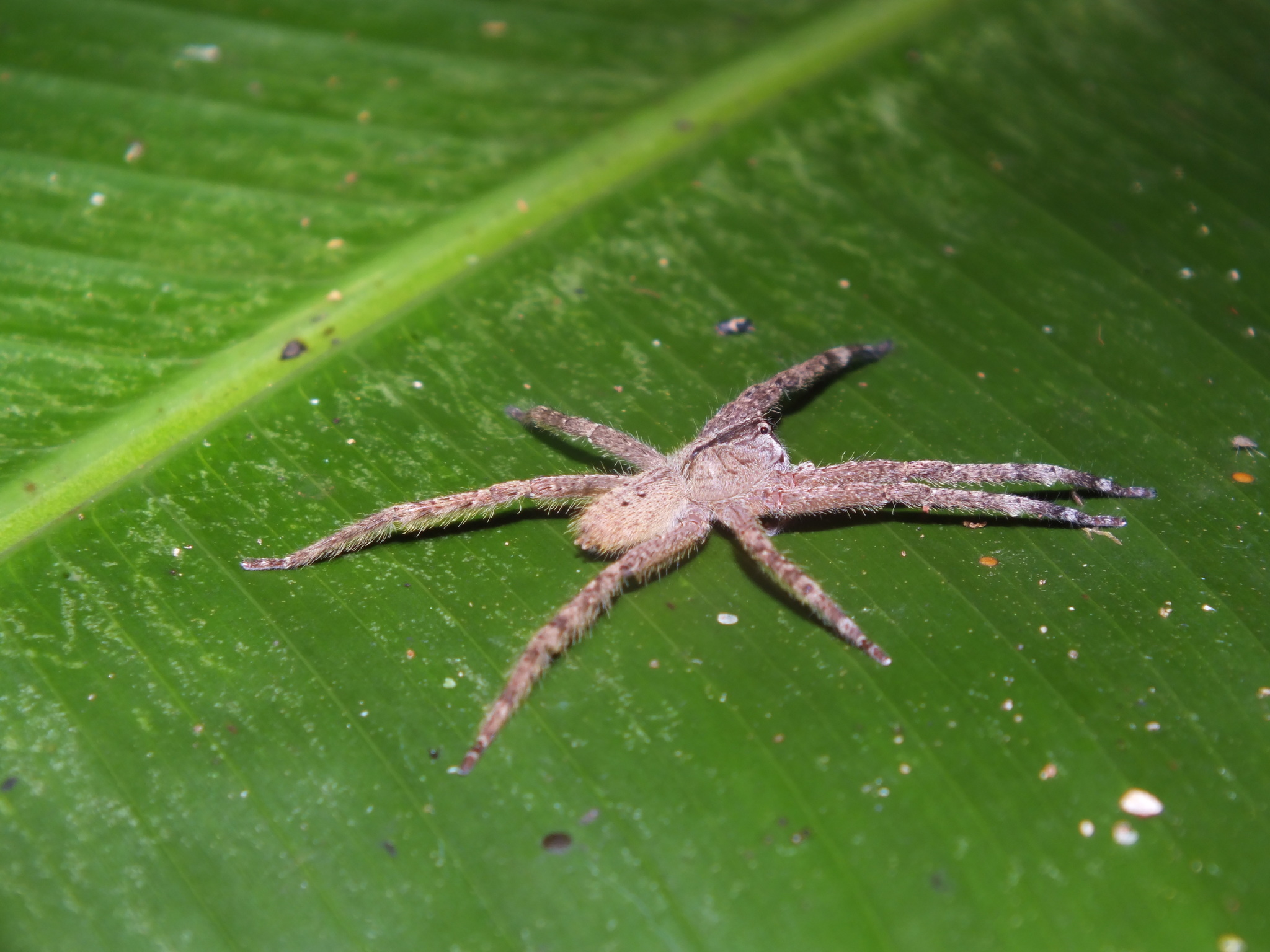
Jungtier

Die Jungtiere der Großen Bananenspinne schlüpfen 28 bis 34 und im Durchschnitt 30 ± 2 Tage nach der Produktion des jeweiligen Eikokons und ihre Anzahl beträgt 430 bis 1300, wobei von Hazzi der Durchschnittswert der Schlupfrate mit 836 ± 436 angegeben wird. Eine Stunde vor dem Schlupf beginnt das Weibchen im Minutentakt vermehrt in den Eikokon mit seinen Cheliceren an verschiedene Stellen zu beißen, wobei die dabei entstehenden Löcher den Jungtieren zum Verlassen des Eikokons dienen sollen. Die Jungtiere legen nach dem Verlassen des Eikokons ein liederliches Gespinst an, in dem sie bis zur zweiten Fresshaut (Häutungsstadium) gemeinsam verbleiben. 15 Tage nach dem Schlupf verlassen die Jungtiere ihre Kolonie und wechseln zur solistischen Lebensweise über. Bis zur zweiten Fresshaut weisen die Jungtiere an allen Beinpaaren je eine dritte Klaue an den Tarsen (Fußgliedern) auf, die in den folgenden Stadien durch ein dickes Klauenbüschel ersetzt wird, wie es auch bei anderen Kammspinnen (Ctenidae) vorhanden und für die Familie die namensgebende Eigenschaft ist. Das Vorhandensein einer dritten Klaue ist für netzbauende Spinnen typisch, da diese Klauen für diese als Halterung an ihren eigenen Netzen unabdingbar sind. In den früheren Fresshäuten der Großen Bananenspinne und einigen weiteren Kammspinnen sind derartige Klauen vermutlich aus dem gleichen Grund bzw. wegen des Aufhaltens in einem Kommunalnetz ausgebildet, während diese in den folgenden Stadien ihren Nutzen verlieren und sich deshalb zurückbilden.
Das Muttertier setzt seine Brutpflege nach dem Schlupf fort und bewacht auch seine geschlüpften Nachkommen auch noch dann, während diese sich in Kolonien versammeln. Sobald die Jungtiere sich kurz nach der zweiten Häutung verstreuen, verlässt auch das Muttertier seinen vorherigen Aufenthaltsort bei seinem Nachwuchs. Sollten die Jungtiere noch in Verbänden leben und dabei gestört werden, bewegen sie sich erst einmal von dem Gemeinschaftsnetz weg, kehren aber nach gut 10 Minuten wieder zu diesem zurück. Sollten mehrere Jungtiere durch äußere Einflüsse von ihrer einstigen Kolonie entfernt werden und sich an einem anderen Ort wieder zusammenfinden, bilden sie dort neue Gruppen, wobei dieses Verhalten wenige Tage nach dem Erlangen der zweiten Fresshaut nachlässt. Insgesamt gilt neben der nach dem Schlupf fortgeführten Brutpflege auch das anfängliche gemeinsame Aufhalten der Jungtiere bis zur zweiten Fresshaut und die danach stattfindende Verstreuung dieser bei der Großen Bananenspinne für einige Kammspinnen typisch.
Zumindest ist beim Weibchen der Großen Bananenspinne durch Hazzi überliefert, dass dieses 14 bis 17 Fresshäute bis zum Erlangen des adulten Stadiums durchläuft. Obwohl anderweitig keine nennenswerten Variationen der jeweiligen Dauer einer Fresshaut zu vermerken sind, weist die erste grundsätzlich eine kürzere Dauer und Variation als die darauf folgenden auf. Die Jungtiere benötigen 300 bis 465 und im Durchschnitt 396,7 ± 72 Tage bis zum Erlangen des Adultstadiums. Über die gesamte Lebenserwartung der Großen Bananenspinne liegen keine Informationen vor.

## Toxikologie
Die Toxikologie befasst sich mit der Lehre von Giftstoffen und somit auch dem Gift der Großen Bananenspinne. Wie bei der Körpergröße auch gibt es bei der abgegebenen Giftmenge einen Sexualdimorphismus. Weibchen geben eine größere Menge Gift ab, die je nach Studie mit 20,9 mg oder 8,6 μl angegeben wird, während Männchen nur 9,7 mg bzw. 3,31 μl abgeben.
Die Bestandteile des Gifts wurden noch nicht vollständig aufgeklärt, jedoch wurden bereits einige toxikologisch relevante Bestandteile mittels verschiedener Chromatographiemethoden identifiziert. Mittels SDS-PAGE können mehrere Banden zwischen 14 Kilodalton (kDa) und 45 kDa identifiziert werden. Dabei wird eine Häufung von Banden um 14 kDa beobachtet. Beim Gift der Weibchen können drei Banden zwischen 25 kDa und 45 kDa beobachtet werden, während im Gift des Männchens keine dieser Banden auftaucht. Zwei isolierte Peptide, die gemäß der Nomenklatur von King als Ctenitoxin-Pb48 und Ctenitoxin-Pb53 bezeichnet werden, weisen Ähnlichkeiten mit anderen, bekannten Peptiden auf.
Das Ctenitoxin-Pb48 besteht aus 11 Aminosäuren und wiegt 1341,5 Da. Die Aminosäuresequenz kann so auch im ω-Ctenitoxin-Pr1a (U2-CNTX-Pk1a), welches im Gift der ebenfalls zu den Bananenspinnen (Phoneutria) zählenden Art P. keyserlingi vorkommt, und im ω-Ctenitoxin-Pn1a (Tx3-2), welches im Gift der ebenfalls gattungsverwandten Brasilianischen Wanderspinne (P. nigriventer) vorhanden ist, gefunden werden. Eine 54%ige Übereinstimmung der Aminosäuresequenz liegt mit dem κ-Ctenitoxin-Pr1a (Tx3-1) vor, welches ebenfalls im Gift der Brasilianischen Wanderspinne vorkommt.
Das Ctenitoxin-Pb53 besteht aus 11 Aminosäuren und wiegt 1265,7 Da. Die Aminosäuresequenz kann so auch im U2-Ctenitoxin-Pk1a (Tx3-7), welches im Gift der zur gleichen Gattung zählenden Art P. reidy vorkommt, gefunden werden. Mit dem U1-Ctenitoxin-Pn1a (U2-CNTX-Pn1a), welches ebenfalls im Gift der Brasilianischen Wanderspinne vorkommt, liegt eine 81%ige Übereinstimmung der Aminosäuresequenz vor, mit dem ebenfalls im Gift der gleichen Art vorkommenden Ctenitoxin-Pn1a (Tx4(5-5)) liegt eine 62%ige Übereinstimmung vor.

## Systematik
Die Systematik der Großen Wanderspinne war mehrfach Änderungen unterworfen. Der Artname boliviensis deutet darauf hin, dass bei der Erstbeschreibung der Art lediglich Bolivien als ihr Vorkommensgebiet in Betracht gezogen wurde.

### Beschreibungsgeschichte
Die Große Bananenspinne wurde bei ihrer 1897 von Frederick Octavius Pickard-Cambridge durchgeführten Erstbeschreibung unter der Bezeichnung C. boliviensis in die Gattung Ctenus eingeordnet. Anschließend erhielt die Art von verschiedenen Autoren unterschiedliche Bezeichnungen. Günter Schmidt ordnete die Art 1954 der Gattung der Bananenspinnen (Phoneutria) schon damals unter der noch heute gültigen Bezeichnung P. boliviensis zu, die seit 1973 auch durchgehend angewandt wird.

### Innere Systematik

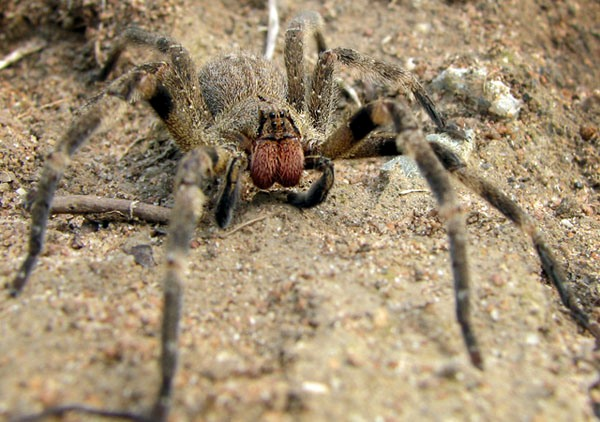
Die Brasilianische Wanderspinne (Phoneutria nigriventer) wäre nach Miguel Simó und Antonio Domingos Brescovit die Schwesterart der Großen Bananenspinne.

Bei einer 2001 seitens Miguel Simó und Antonio Domingos Brescovit durchgeführten Revision der Bananenspinnen (Phoneutria) wurden auch die phylogenetischen (stammestechnischen) Stellungen einzelner Arten der Bananenspinnen (Phoneutria) teilweise anhand von fünf Arten der Gattung erforscht. Dabei wurden die fünf Arten in zwei Artengruppen aufgeteilt. Eine der beiden ist nach der Brasilianischen Wanderspinne (P. nigriventer) benannt und enthält neben dieser auch die Große Bananenspinne. Die Andere ist die der Art P. reidyi und setzt sich neben dieser aus den Arten P. bahiensis und Phoneutria fera zusammen. Folgendes Kladogramm verdeutlicht die nähere Beziehung der fünf Arten nach Simó und Brescovit zueinander:
|  | Brasilianische Wanderspinne |
|  |                             |
|  | Große Bananenspinne         |
|  |                             |

|  | P. reidyi                                                |
|  |                                                          |
|  | \| \| P. fera \| \| \| \| \| \| P. bahiensis \| \| \| \| |
|  |                                                          |
|  | P. fera                                                  |
|  |                                                          |
|  | P. bahiensis                                             |
|  |                                                          |

|  | P. fera      |
|  |              |
|  | P. bahiensis |
|  |              |

|  | Brasilianische Wanderspinne |
|  |                             |
|  | Große Bananenspinne         |
|  |                             |

|  | P. reidyi                                                |
|  |                                                          |
|  | \| \| P. fera \| \| \| \| \| \| P. bahiensis \| \| \| \| |
|  |                                                          |
|  | P. fera                                                  |
|  |                                                          |
|  | P. bahiensis                                             |
|  |                                                          |

|  | P. fera      |
|  |              |
|  | P. bahiensis |
|  |              |

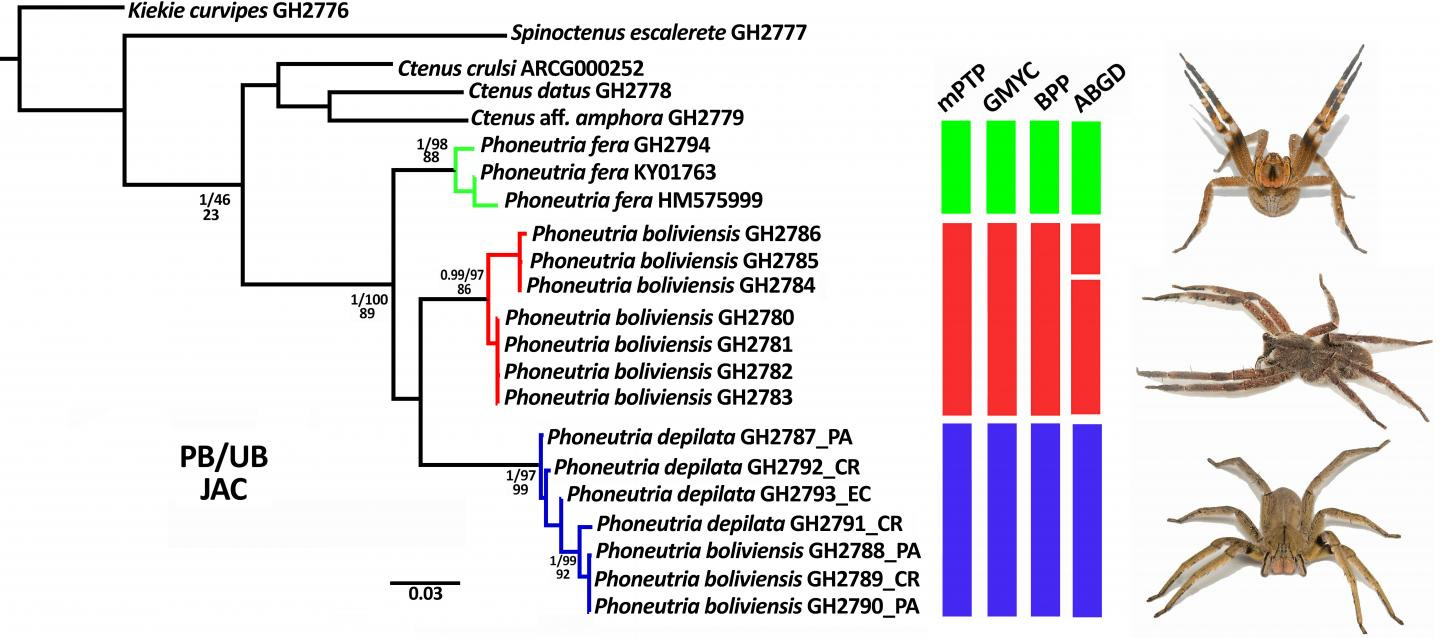
Phylogenetische Stellung der Großen Bananenspinne, Phoneutria depilata, P. fera und einigen weiteren Kammspinnen (Ctenidae) zueinander nach Nicolas A. Hazzi und Gustavo Hormiga (2021).

Bei einer 2021 von Nicolas A. Hazzi und Gustavo Hormiga durchgeführten morphologischen (Struktur und Form betreffenden) und molekularen Versuchsreihe erhielt die zuvor mit der Großen Bananenspinne synonymisierte Art Phoneutria depilata wieder ihren Artstatus zurück. Gleiche Autoren stellten außerdem die Hypothese auf, dass auch P. fera die Schwesterart der Großen Bananenspinne sein könnte.

### Synonymisierte Arten
Insgesamt fünf, fast alle von Embrik Strand erstbeschriebene und in die Gattung Ctenus eingegliederte Arten wurden 2001 von Simó und Brescovit im Zuge der Revision mit der Großen Bananenspinne synonymisiert und verloren somit ihren Artstatus. Dies blieb bei all diesen Arten mit Ausnahme von Phoneutria depilata auch unverändert. Zwei dieser ehemaligen Arten sind C. valvehirsutulus und C. chilesicus, die von Strand jeweils 1910 und 1915 beschrieben wurden. Die Morphologie der Epigyne gleicht der der Großen Bananenspinne, sodass beide Arten nunmehr als jüngere Synonyme der Großen Bananenspinne gelten.
Bei der 1907 beschriebenen Art C. nigriventoides ähnelte die Epigyne der der Brasilianischen Wanderspinne (Phoneutria nigriventer), doch waren die Ecken des Mittelfelds divergent (auseinanderstrebend). Der von Strand verwendete Holotypus (für die Erstbeschreibung angewandtes Exemplar) ist mittlerweile verloren, doch deutet das Vorhandensein eines dreieckigen Lappens laut Simó und Brescovit darauf hin, dass C. nigriventoides ein jüngeres Synonym der Großen Bananenspinne ist.
Strand beschrieb 1910 für die 1900 von Frederick Octavius Pickard-Cambridge erstbeschriebene Art C. peregrinus zwei in Guatemala gefundene Weibchen. Dabei wies Strand auf Unterschiede der Morphologie bei der Epigyne des Holotyps und der zwei von ihm gefundenen Weibchen hin und schlug vor, die von ihm gefundenen Tiere einer weiteren Art, C. peregrinoides zuzuordnen. Simó und Brescovit ordneten die von Strand beschriebenen Tiere der Großen Bananenspinne zu, sodass C. peregrinoides ebenfalls zu einem Synonym dieser Art wurde.
Ferner beschrieb Strand 1910 die Art C. signativenter anhand eines einzelnen Exemplars aus Ecuador, das später von Simó und Brescovit anhand der Verbreitung und der Färbung als juveniles Individuum der Großen Bananenspinne zugeordnet werden konnte.

## Bissunfälle und Symptome

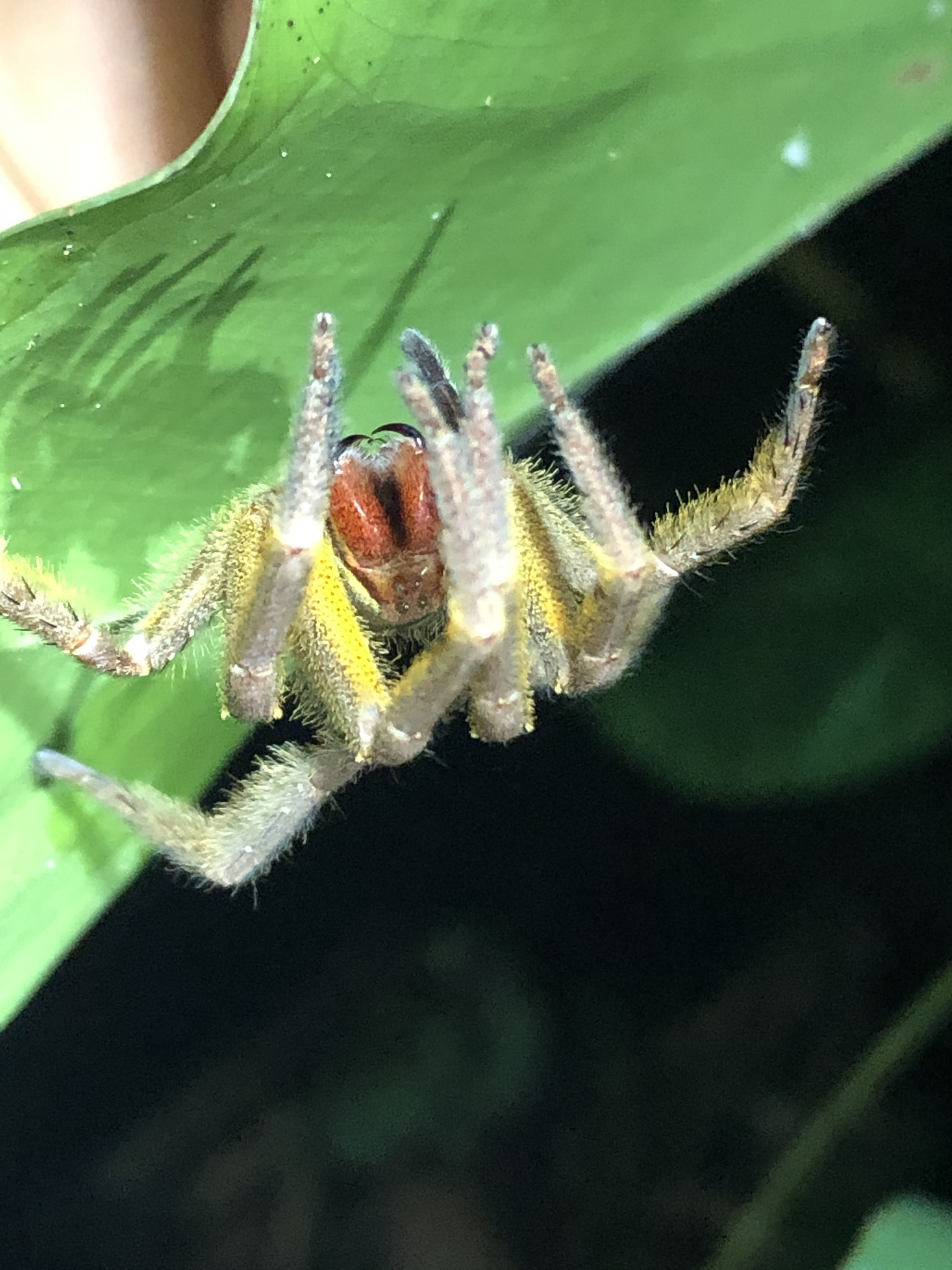
Nähere Frontalansicht eines Weibchens mit den hier erkennbaren Cheliceren

Die Große Bananenspinne ist wie andere Bananenspinnen (Phoneutria) vor allem aufgrund ihrer unangenehmen Bisse beim Menschen bekannt und gefürchtet, zumal die Wahrscheinlichkeit von Bissunfällen aufgrund des aggressiven Verhaltens der Spinne gesteigert werden kann. Trotz alledem sind Bisse der Art selten nachgewiesen worden. Ferner scheint das Gift der Großen Bananenspinne im Vergleich zu denen anderer Bananenspinnen, etwa der Brasilianischen Wanderspinne (P. nigriventer) oder P. keyserlingi, beim Menschen eine deutlich schwächere Wirkung zu zeigen. Das Gift der Großen Bananenspinne gilt als mild toxisch bis toxisch beim Menschen wirkend und ihr Biss soll für etwa 24 Stunden mit Schmerzen einhergehen, wobei die schwerwiegenden Symptome anderer Bananenspinnen wie den beiden genannten bei Bissen dieser Art ausbleiben.